# Bătălia Belgiei
Bătălia Belgiei ori Campania Belgiană, numită uneori în Belgia și Campania de 18 zile, a fost o parte a mai amplei Bătălii a Franței, o campaniei ofensivă a Germaniei Naziste din timpul celei de-a doua conflagrații mondiale. Luptele au durat timp de 18 zile în mai 1940 și s-au încheiat cu ocuparea Belgiei de către forțele germane după capitularea armatei belgiene.
Pe 10 mai 1940, Germania a invadat Luxemburgul, Țările de Jos și Belgia în cadrul planului operațional Fall Gelb (Planul Galben). Forțele aliate au încercat să oprească armata germană în Belgia, considerând că aici se va desfășura principala ofensivă nazistă. După ce Franța și-a trimis cele mai bine dotate și antrenate trupe în Belgia în perioada 10–12 mai, germanii au pus în aplicare faza a doua a planurilor lor, „lovitura de seceră”, o strâpungere prin Ardeni urmată de înaintarea rapidă spre Canalul Mânecii. Armata germană a ajuns pe malurile Canalului după cinci zile de la declanșarea atacului, încercuind armatele aliate. Germanii au redus treptat punga forțelor aliate, pe care le-au împins către mare. Armata belgiană a capitulat pe 28 mai 1940.
În cadrul acestei campanii s-a desfășurat prima bătălie de tancuri din război, Bătăia de la Hannut. Aceasta a fost cea mai mare bătălie de tancuri de până la acea dată. Amploarea acestei lupte avea să fie în curând depășită de luptele de tancuri din Africa de nord și de pe frontul de răsărit. Tot acum s-a desfășurat și Bătălia de la Fortul Eben-Emael, prima operațiune aeropurtată care a folosit atacul parașutiștilor pentru cucerirea unei poziții defensive.
Istoria oficială germană a vorbit despre 18 zile de lupte grele, în timpul cărora belgienii au opus o rezistență îndârjită și a subliniat „vitejia extraordinară” a inamicilor. Capitularea belgienilor a obligat forțele aliate să se retragă din Europa continentală. Royal Navy a întreprins o amplă acțiune de evacuare a forțelor aliate (Operațiunea Dynamo), ceea ce a permis în principal armatei britanice să continue operațiunile militare. Franța a fost obligată să semneze un armistițiu cu Germania în iunie 1940. Belgia a fost ocupată de germani până în toamna anului 1944, când a fost eliberată de aliații occidentali.

## Planurile din perioada interbelică

### Incertitudinile Belgiei
Strategia Belgiei de apărare împotriva unui atac german a trebuit să facă față unor probleme politice și militare. Din punct de vedere al strategiei militare, belgienii nu doreau ca pozițiile lor defensive la granița cu Germania să devină doar o prelungire a Liniei maginot. O asemenea abordare putea să lase Belgia expusă la un atac german din spate prin Țările de Jos. De asemenea, în cazul acestei abordări, belginenii ar fi depins prea mult de rapiditatea deplasării ajutoarelor franceze în zona atacată.
Din punct de vedere politic, belgienii nu aveau încredere în francezi. Mareșalul Philippe Pétain sugerase un plan în 1930 și mai apoi în 1933 care prevedea un atac francez împotriva regiunii industriale Ruhr prin Belgia, folosită ca o trambulină. Belgienii doreau să fie implicați într-un război pe care nu îl doreau. Belgienii se temeau și că vor fi atrași într-un război ca urmare a semnării tratatului franco-sovietic din mai 1935. Înțelegerile franco-belgiene stipulau că Belgia trebuia să declare mobilizarea dacă și germanii o făceau, dar nu era clar dacă Belgia trebuia să își mobilizeze forțele armate în cazul unui atac al germanilor împotriva Poloniei.
Belgienii ar fi preferat o alianță cu Regatul Unit. Britanicii intraseră în război în prima conflagrație mondială ca răspuns la violarea de către germani a neutralității belgiene. Porturile belgiene la Canalul Mânecii oferiseră Marinei Imperiale Germane accesul la baze navale folositoare în războiul cu britanicii, iar în cazul repetării ocupației germane, ele ar fi reprezentat baze de atac pentru Kriegsmarine și Luftwaffe în cadrul unui posibil conflict viitor. În acest timp, guvernul britanic era prea puțin preocupat de problemele Belgiei. Lipsa angajamentelor ferme din partea britanicilor au dus la retragerea Belgiei din grupul aliaților occdentali, cu o zi mai înainte de Remilitarizarea Renaniei. Lipsa unei riposte ferme la remilitarizarea regiunii a dus la întărirea convingerii belgienilor că Franța și Regatul Unit nu sunt dispuse să se lupte nici măcar pentru interesele lor strategice și că Belgia este lăsată să se descurce de una singură. Marele Stat Major belgian era hotărât să lupte conform intereselor naționale proprii, chiar și fără sprijinul unor aliați
.

### Locul Belgiei în strategia aliată
Francezii au fost înfuriați atunci când au aflat despre declarația de neutralitate a regelui Leopold al III-lea din octombrie 1936. Armata Franceză și-a văzut planurile strategice subminate – nu se mai puteau baza pe o cooperare strânsă cu belgienii pentru apărarea granițelor estice ale celor din urmă, ceea ce creștea șansele succesului unui atac german pe acea direcție. Francezii depindeau de gradul de cooperare al belgienilor. Neutralitatea belgienilor îi lipsea pe francezi de răgazul dat de o defensivă puternică în țara vecină, care ar fi întârziat atacul diviziilor mobile de tancuri ale germanilor. Franța a luat în considerare posibilitatea invadării Belgiei de îndată ce Germania ar fi declanșat un atac. Pe de altă parte, belgineii, fiind conștienți de amenințarea reprezentată de Germanie, și-au dezvoltat propriile lor soluții defensive, au ținut secrete de atașatul militar francez modul în care urmau să fie gestionate trupele, comunicațiile, pozițiile defensive fixe, informațiile obținute prin spionaj sau recunoașteri aeriene.
Aliații concepuseră așa-numitul „Plan Dyle” pentru sprijinirea Belgiei. Cele mai bune unități aliate, printre care și cele mai bune divizii blindate franceze, urmau să înainteze spre râul Dyle ca răspuns la o invazie germană. Planul urma să asigure întărirea linie defensive belgiene în estul țării, pe linia Meuse–Canalul Albert și păstrarea controlului asupra Estuarului Scheldt. Se realiza astfel o legătură a liniilor defensive franceze din sud cu forțele care apărau Gentul și Anvers.
Slăbiciunea acestui plan consta, cel puțin din punct de vedere politic, în abandonarea aproape întregii Belgii răsăritene în mâna germanilor. Din punct de vedere militar, planul asigura o prelungire conrespunzătoare a frontului francez de la frontieră. Pentru britanici, liniile lor de comunicație din porturile Golfului Biscaya urmau să fie paralele cu frontul. În ciuda riscului reprezentat de trimiterea forțelor aliate în Belgia centrală, ceea ce le făcea vulnerabile la un atac german de încercuire prin flanc, Maurice Gamelin a aprobat planul, care nu a mai fost schimbat până la declanșarea războiului.
Britanicii, care la data când a fost conceput planul nu aveau trupe pe continent și erau în plin efort de reînarmare, nu au comentat în nici un fel strategia Franței, care era considerată forța conducătoare în cadrul alianței occidentale. Singura contribuție la dezvoltarea strategiei unui nou război a fost ideea executării de bombardemente strategice asupra regiunii industriale Ruhr.

### Strategia militară belgiană
După retragerea oficială a Belgiei din rândurile aliaților occidentali, belgienii au refuzat să se participe la orice întâlnire oficială a Statelor Major francez și britanic de teama compromiterii neutralității. Belgienii nu au considerat invazia germană ca inevitabilă și erau hotărâti ca, în cazul în care ar fi fost totuși atacați, să organizeze rezistența în noile fortificații precum era Fortul Eben-Emael.
Belgienii au hotărât să își refacă fortificațiile de-a lungul frontierei cu Germania după ce Adolf Hitler a ajuns la puterre în 1933. Guvernul belgian a privit cu îngrijorare crescută acțiunile diplomatice ale germanilor, începând cu retragerea din Liga Națiunilor, contionuând cu repudierea Tratatului de Versailles și cu violarea Tratatelor de la Locarno. Guvernul a crescut cheltuielile militare pentru modernizarea fortificațiilor de la Namur și Liège. Au fost construite noi linii defensive de-a lungul canalului Maastricht–Bois-le-Duc, unind râurile Meuse, Scheldt și Canalul Albert. Protecția frontierelor estice, bazată în principal pe distrugerea unor drumuri, a fost dată în sarcina unei noi formații de grăniceri cicliști, „Chasseurs Ardennais”. Până în 1935, pregătiriel defensive fuseseră terminate. Chiar și așa, se considera că defensiva era deja depășită. Era nevoie de o rezervă mobilă cu efective importante pentru păzirea zonelor din spatele fortificațiilor și ca atare s-a ajuns la concluzia că protecția împotriva unui atac fulger german nu este suficientă. Era nevoie și de rezerve de mână de lucru, dar o lege pentru prelungirea serviciului militar și pentru îmbunătățirea instruirii forțelor aramte a fost respins de populație pe motiv că s-ar crește obligațiunile militare ca și ar duce la cereri din partea aliaților pentru implicarea într-un război departe de teritoriul național.
Regele Leopold al III-lea a ținut un discurs pe 14 octombrie 1936 în fața Consiliului de Miniștri încercând să își convingă poporul și guvernul că este nevoie de creșterea cheltuielilor pentru apărare. El a subliniat trei puncte care trebuiau să ducă la creșterea efortului de reînarmare a țării:
a) Reînarmarea germană, care a urmat completei remilitarizări a Italiei și Rusiei (Uniunii Sovietice), a făcut ca alte state, chiar și cele erau în mod deliberat pacifiste precum Elveția și Țările de Jos, să ia măsuri excepționale de prevedere.

b) A fost o așa mare schimbare în metodele de purtare a războiului ca urmare a progresului tehnic, în special în aviație și mecanizare, încât operațiile inițiale ale conflictului armat pot să fie de o asemenea forță, viteză și amploare încât să fie în mod special alarmante pentru țările mici precum Belgia.

c) Neliniștile noastre au crescut de reocuparea Renaniei și de faptul că bazele de start al unei posibile invazii germane au fost mutate lângă frontierele noastre.
Pe 24 aprilie 1937, francezii și britanicii au publicat o declarație prin care afirmau că securitatea Belgiei este o chestiune de maximă importanță pentru aliații occidentali și că ele îi vor apăra frontierele în mod corespunzător împotriva oricărei agresiuni, indiferent dacă agresiunea ar fi fost direcționată exclusiv împotriva Belgiei, sau ca mijloc de obținere a unor baze din care să se pornească un război împotriva „altor state”. În aceste circumstanțe, francezii și britanicii au declarat că belgienii nu se mai pot supune obligațiunilor tratatului de la Locarno, în vreme ce Londra și Parisul își mențineau obligațiile militare față de Belgia.
Belgineii considerau că, din punct de vedere militar, Wehrmachtul era superior aliațlor, în special superior armatei terestre britanice, iar angajarea în orice alianță cu aceștia din urma ar dus la transformarea țării într-un câmp de luptă, în condiții de inferioritate.
Belgienii și francezii nu au reușit să lămurească problema legată de contribuția fiecărei părți în cazul izbucnirii unui conflict. Belgienii erau hotărâți să reziste pe linia fortificațiilor de frontieră de-a lungul Canalului Albert și a râului Meuse, fără cedarea de teren, până la venirea sprijinului francez.. Gamelin nu era însă dispus să modifice planul Dyle în asemenea măsură. El considera că belgienii aveau să fie obligați să se retragă pe o linie defensivă spre Anvers, la fel ca în 1914. De fapt, diviziile belgiene de apărare a frontierelor trebuiau să se retragă spre sud, ca să facă joncțiunea cu forțele franceze. Aceată informație nu a fost transmisă lui Gamelin.
Din punctul de vedere belgian, Planul Dyle avea anumite avantaje. În loc ca aliații să efectueze o înaintare limitată spre Scheldt, sau să întâmpine atacul german pe linai frontierei belgiano-franceze, înaintarea spre cursul râului Dyle avea să reducă lungimea frontului aliat în Belgia centrală cu 70 km, eliberând în acest fel efective numeroase, utilizate mai apoi ca rezerve strategice. Executarea acestui plan ar fi salvat o bună parte a teritoriului belgian, în special regiunile industriale din est. De asemenea, exista avantajul folosirii complete a diviziilor neerlandezee și belgiene. Gamelin a apărat justețea acestui plan chiar și după înfrângere, folosindu-se de argumentele de mai sus.
Pe 10 ianuarie 1940, a avut loc Incidentul Mechelen – maiorul german Hellmuth Reinberger s-a prăbușit cu un avion Messerschmitt Bf 108 lângă Mechelen-sur-Meuse. Reinberger avea asupra lui primele planuri ale invaziei germane în Europa Occidentală care, așa cum se aștepta Gamelin, prevedea o repetare a Planlui Schlieffen din 1914 – un atac prin Belgia (în noua variantă și prin Țările de Jos) împotriva Franței.
Belgienii au privit la început cu suspiciune planurile, pe care le-au considerat o cursă întinsă de servciile se spionaj germane, dar aliații occidentali le-au considerat valabile. Contrainformațiile belgiene și atașatul militar din Köln au intuit în mod corect că germanii nu vor declanșa invazia conform acestui plan. Ei au sugerat că germanii vor încerca să atace prin Ardenii belgieni, după care să înainteze spre Calais, pentru încercuirea forțelor aliate din Belgian. Belgienii au apreciat în mod corect că germanii aveau să încerce să încercuiască (Kesselschlacht, „bătălie de încercuire”) și să distrugă forțele aliate. Evaluarile belgienilor aveau să se dovedească conforme cu realitatea planului conceput de Erich von Manstein.
Înaltul comandament belgian a comunicat francezilor și britanicilor toate analizele lor. Belgienii se temeau ca Planul Dyle să nu pună doar poziția lor strategică în pericol, ci întreaga aripă stângă a frontului aliat. Regele Leopold și generalul Raoul Van Overstraeten, aghiotantul regal, i-au prezentat lui Gamelin temerile belgienilor pe 8 martie și, mai apoi, pe 14 aprilie. Gamelin a ignorat punctele de vedere ale belgienilor.

### Planurile defensive belgiene

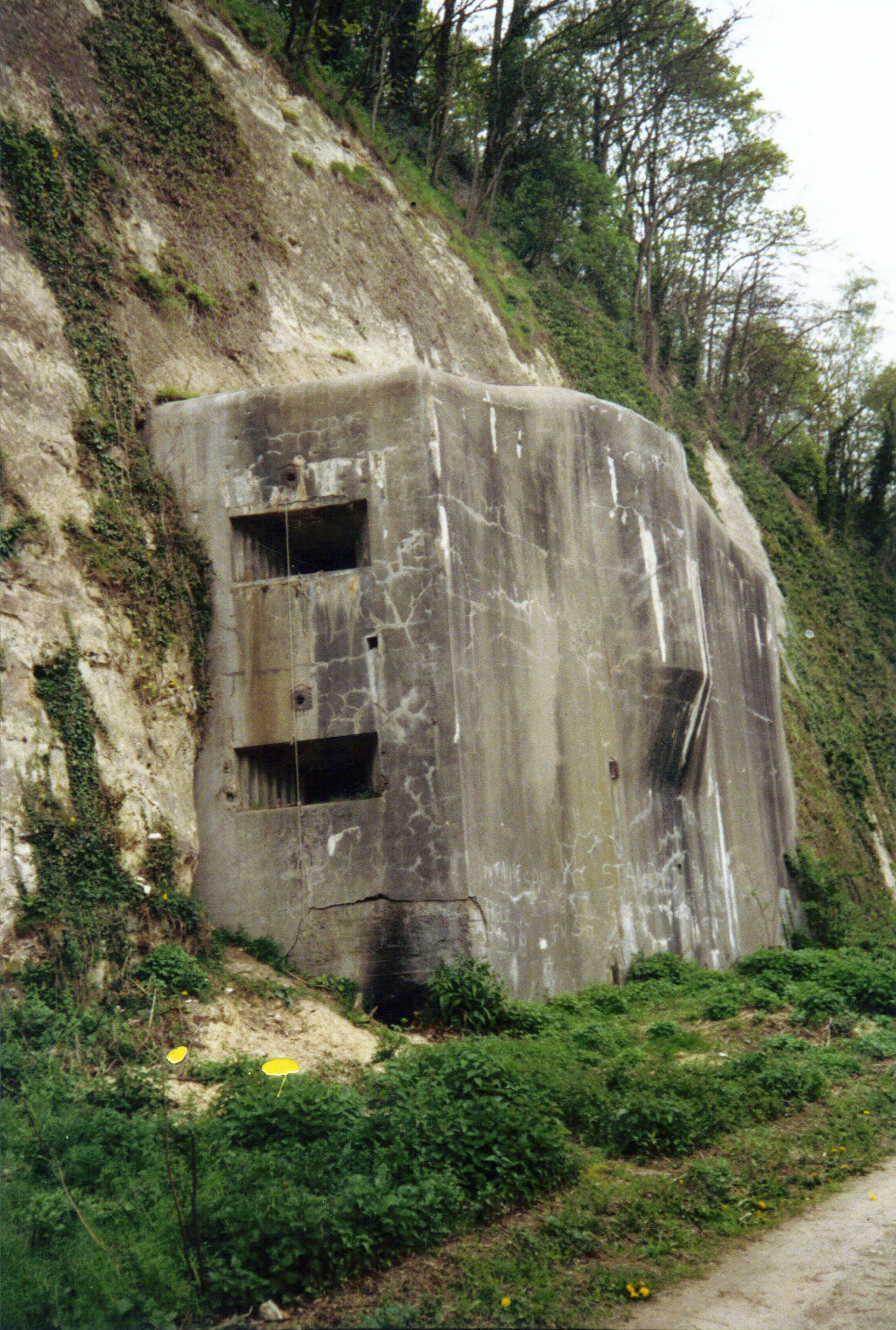
Fortul Eben-Emael – belgienii sperau să oprească înaintarea germană folosind astfel de fortificații

Planul belgia, în eventualiatea unei agresiuni germane (cu italice în documentul original) prevedea etapele:
(a) Poziția de-a lungul Canalului Albert, de la Anvers la Liège și de la Liège la namur, care trebuia apărată pentru întârzierea atacului german suficient de mult timp ca să permită forțelor franceze și britanice să ocupe linia Anvers–Namur–Givet. Se considera că forțele puterilor garante aveau să intre în acțiune a treia zi după declanșarea invazie.

(b) Retragere pe linia Anvers–Namur.

(c) Armata belgiană urma să apere un sector al frontului (care excludea Leuven, dar includea Anvers) în cadrul pozițiilor defensive aliate.
Înțelegerea cu forțele franceze și britanice prevedea ca Armata a VII-a franceză de sub comanda lui Henri Giraud să înainteze în Belgia, să depășească, dacă era posibil, estuarul râului Scheldt din Zeeland și să se îndrepte spre Bredaîn Țările de Jos. Corpul Expediționar Britanic (BEF) comandat de generalul John Vereker, ar fi urmat să ocupe sectorul central Bruxelles–Gent și să sprijine armata belgiană la este de Bruxelles. Principala poziție defensivă din jurul Anversului (la aproximativ 10 km de oraș) urma să fie apărată de belgieni. Armata a VII-a franceză trebuia să ajungă la Zeeland ori Breda, pe frontiera neerlandeză. Francezii trebuiau astfel să apere flancul stâng al armatei belgiene de la Anvers și să amenințe flancul nordic al frontului german.
Mai departe, spre est, pozițiile defensive belgiene erau construite în zona tactică imediată de-a lungul Canalului Albert, care făcea legătura cu fortificațiile de pe Meuse la vest de Maastricht. Linia își schimba direcția spre sud și continua spre Liege. Sectorul Maastricht–Liège era foarte bine fortificat. Fortul Eben-Emael apăra flandul nordic al orașului și drumul de pătrundere spre vestul țării. Alte linii defensive se întindeau spre sud-vest, acoperind direcția Liege–Namur. Armata belgiană beneficia în plus și de sprijinul Armatei I franceze, care urma să înainteze spre Gembloux și Hannut pe flancul sudic al BEF și să acoperer sectorul Sambre. Francezii acopereau spațiul liber rămas între defensiva belgiană de la pozițiile de pe linia planului Dyle până la Namur. Mai la sud, Armata a IX-a franceză acoperea frontul de la axa Givet–Dinant până la râul Meuse. Armata a II-a franceză era responsabilă pentru ultimii 100 km de front - Sedan, cursul inferior al Meuse, frontiera belgiano-luxemburgheză și capărtul nordic al Liniei Maginot.

### Planurile operaționale germane

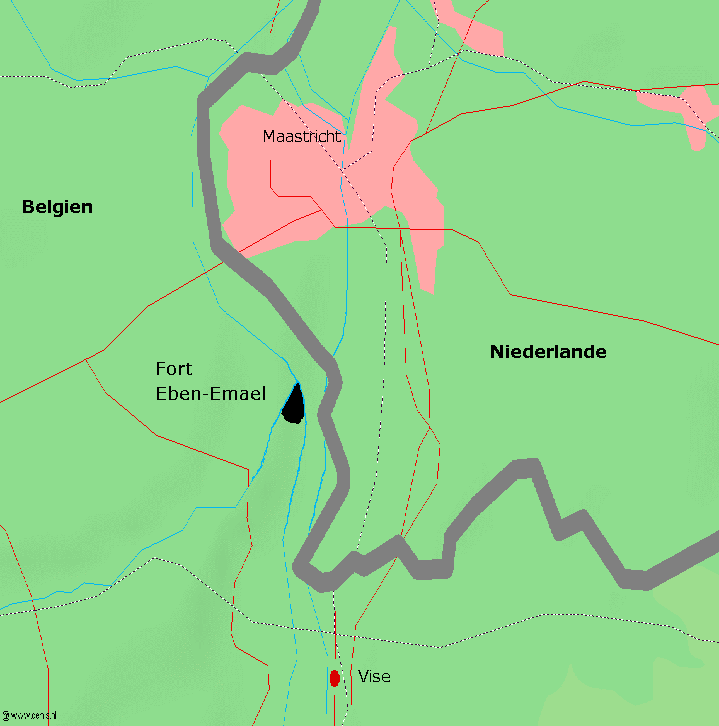
Harta regiunii dintre Belgia și Țările de Jos lângă Fortul Eben-Emael. Fortul asigura apărarea căilor de comunicație din Belgia

Planul german prevedea ca Heeresgruppe B (Grupul de Armată B) să înainteze și să atragă Grupul de Armată Aliat I în Belgia centrală, în vreme ce Heeresgruppe A urma să declanșeze un atac surpiză prin Ardeni. Frontul din Belgia urma să fie un de importanță secundară. Heeresgruppe B a primit doar un număr redus de unități blindate și motorizate, cea mai mare parte a efectivelor fiind formate din infanteriști. După ce germanii ar fi atins Canalul Mânecii, toate diviziile Panzer ale Heeresgruppe B trebuiau să fie transferate la Grupul de Armate A, pentru întărirea liniilor de comunicație germane și pentru respingerea oricărei tentative de spargere a încercuirii de către unitățile aliate.
Acest plan putea să se încheie cu un eșec, dacă germanii nu ar fi reușit să înainteze suficient de repede în Belgia, astfel încât să îi preseze pe aliați între două fronturi. Canalul Albert și Frotul Eben-Emael erau cele două puncte ale defensivei de care se puteau împiedica atacul german. Cucerirea a trei poduri peste Canalul Albert erau de importanță vitală pentru păstrarea vitezei mari operaționale ale Grupului de Armată B. Podurile de la Veldwezelt, Vroenhoven și Kanne din Belgia și orașul Maastricht din Țările de Jos erau principalele ținte ale atacului german inițial. Dacă germanii nu ar fi cucerit cele trei poduri, Armata a VI-a germană ar fi rămas prinsă în capcană în regiunea dintre Canalul Albert și Maastricht, supusă tirurilor din Frotul Eben-Emael. Fortul trebuia cucerit și distrus primul.
Adolf Hitler l-a convocat pe generalul Kurt Student, comandatul 7. Flieger-Division (Divia a 7-a aeriană), pentru găsirea unei soluții.  S-a discutat pentru început un atac clasic al parașutiștilor, care ar fi atacat și distrus tunurile fortului, mai înainte ca forțele terestre germane să intre în raza lor de acțiune. Această soluție a fost respinsă. Avioanele de transport Junkers Ju 52 aveau o viteză prea mică și erau vulnerabile la atacul artileriei antiaeriene belgiene și neerlandeze. Student a mai pus probleme condițiilor meteo – vântul puternic ar fi îndepărtat parașutiștii de țintă și i-ar fi dispersat. O încercare de parașutare dintr-un Ju 52 la înălțimea minimă operațională a dus la o dispersare de peste 300 m.
Hitler a remarcat un punct slab al apărării. Acoperișurile erau plane și neprotejate. El a cerut să afle dacă un planor precum modelul DFS 230 ar fi putut ateriza pe aceste acoperișuri ale fortului. Student a afirmat că este posibilă aterizarea a doar 12 planoare și doar pe timp de zi. Cele 12 aparate de zbor puteau să transporte 80–90 parașutiști la obiectiv.
Hitler a propus folosirea unei arme noi, Hohlladungwaffe, o încărcătură explosivă de 50 kgcare care putea să distrugă buncărele belgiene în care erau amplasate tunurile. Această unitate de parașutiști avea să ducă la îdeplinire prima operațiune aeropurtată strategică din istorie.

## Forțele participante

### Belgia

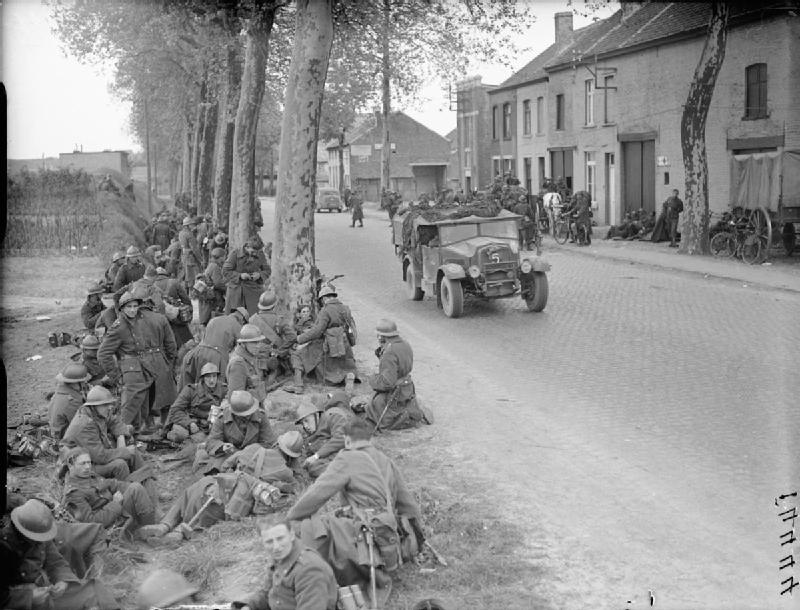
Un automobil Morris-Commercial CS8 15cwt trece pe lângă un grup de soldați belgieni care se odihnesc pe marginea drumului în Louvain, 14 mai 1940.

Armata belgiană putea mobiliza 22 de divizii, dotate cu 1.338 de baterii de artilerie și doar 10 tancuri AMC 35. În schimb, belgienii dispuneau de 200 de vehicule antitanc T-13. Acestea erau dotate cu un tun antitanc de 47 mm și o mitralieră FN30 montată în turelă. De asemenea, belgienii aveau și 42 vehicule T15s. Acestea erau clasificate ca „vehicule blindate”, dar erau de fapt tancuri ușoare dotate cu mitraliere Hotchkiss de 13,2mm montate în turelă. Tunul antitanc standar belgian era 47 mm FRC, tractat de camioane sau de tractoare blindate Utilitie B. Un raport al vremii afirmă că un proiectil al acestui tip de tun a străpuns un vehicul Sd kfz 231 și mai apoi blindajul unui Panzer IV aflat imediat în spatele lui. Aceste tunuri belgine erau mai bune decât piesele antitanc de 25 mm ale francezilor, sau cele de 37 mm ale germanilor.
Belgienii au început mobilizarea pe 25 august 1939, iar în mai 1940 reușiseră să aibă sub arme o armată cu 18 divizii de infanterie, două divizii motorizate (parțial) Chasseurs Ardennais și două divizii de cavalerie motorizată. În total, belgienii mobilizaseră 600.000 de oameni. Belgienii erau capabili să mobilizeze până la 900.000 de soldați de rezervă. Forțele terestre duceau însă lipsă de blindate și de arme antitanc.
După terminarea mobilizării, armata terestră belgiană au putut organiza cinci corpuri de armată regulată și două corpuri de armată de rezervă, formate din 12 unități de infanterie, două divizii de Chasseurs Ardennais, șase divizii de infanterie de rezervă, o brigadă de grăniceri pe biciclete, un corp de cavalerie și o brigadă de cavalerie motorizată. Forțele terestre mai aveau în componență două regimente de artilerie antiaeriană și patru regimente de artilerie ca și subunități de geniști, transmisioniști și alte specialități.
Corpurile Marinei Begine (Corps de Marine) au fost modernizate în 1939. Cea mai mare parte a marinei comerciale belgiene (aproximativ 100 de vase) a reușit să evite capturarea de către germani. Termenii acordului naval belgiano-britanic au permis plasarea acestor vase și a 3.500 de marinari belgieni sub control Royal Navy pentru întreaga durată a ostilităților. Cartierul general al Amiralității Belgine avusese sediul al Ostend sub comanda maiorului Henry Decarpentrie. Divizia I Navală avea baza la Ostend, iar celelalte două aveazu bazele la Zeebrugge, respectiv la Anvers.

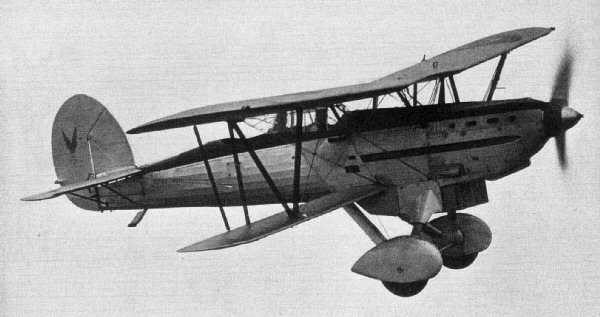
Un avion Fairey Fox al Aéronautique Militaire Belge

Aéronautique Militaire Belge (AéMI), (Forțele Aeriene Belgiene), era deabia la începutul procesului de modernizare. Fuseseră comandate avioane de bombardament ușor Brewster Buffalo, Fiat CR.42, Hawker Hurricane, Koolhoven F.K.56, Fairey Battle, Caproni Ca.312 și avioane de vânătoare-recunoaștere Caproni Ca.335. Doar avioanele Fiat, Hurricane și Battle au fost livrate. Lipsa dotării cu avioane moderne a presupus folosirea versiunii monoloc a bombardierului ușor Fairey Fox pe post de avion de vânătoare Forțele Aeriene Belgiene aveau în dotare 250 de avioane de luptă. Cel puțin 90 erau avioane de vânătoare, 12 erau bombardiere și 12 erau avioane de recunoaștere. Doar 50 dintre ele erau modele relativ moderne. Dacă se iau în calcul și avioanele de transport și alte servicii, se ajunge la un total de 377 de aparate de zbor.  Pe 10 mai 1940, doar 118 avioane erau complet funcționale. Dintre acestea, 78 erau avioane de vânătoare.
AéMI erau comandate de Paul Hiernaux, care își primise licența de zbor la începutul primei conflagrații mondiale și fusese numit în funcția de comandant în 1938.
Hiernaux a organizat trupele în trei regimente; primul (1er Régiment d'Aéronautique), care avea 60 de aeronave, al doilea (2e Régiment d'Aéronautique), cu 53 și al treilea (3e Régiment d'Aéronautique), cu încă 79.

### Forțele franceze
Belgienii au primit un ajutor substanțial din partea Armatei Franceze. Armata I Franceză includea și Corpul de cavalerie comandat de generalul René Prioux. Acest corp avea în componență diviziiile ușoare mecanizate a 2-a și a treia (2e Division Légère Mécanique, 2e DLM și respectiv 3e DLM), which, care trebuiau să apere „breșa” Gembloux. Unitățile de blindate erau dotate cu 176 tancuri grele SOMUA S35 și 239 tancuri ușoare Hotchkiss H35. Ambele tipuri de tancuri franceze erau superioare la capitolele blindaj și putere de foc celor mai multe tipuri de tancuri germane. Doar 3e DLM avea în dotare 90 tancuri S35 și 140 H35s.
Armata a 7-a franceză trebuia să apere sectorul nordic extrem al frontului aliat. Era compusă din Divizia I ușoară mecanizată (1e DLM) și douădivizii motorizate – a 9-a și a 25-a. Aceste forțe urmau să înainteze în Țările de Jos spre Breda.
A treia armată franceză implicată în luptele din Belgia avea să fie Armata a 9-a. Aceată armată avea efective și dotare inferioare celorlalte două armate franceze mai sus amintite. Singura unitate puternică era Divizia a 5-a motorizată. Armata avea ca sarcină apărarea flancului sudic al fronului aliat, de la râul Sambre până la nord de Sedan. În continuare spre sud, pe teritoriul francez, era staționată Armata a 2-a franceză, care apăra frontiera franco-belgiană de la Sedan la Montmédy. Cele mai slabe aramate franceze aveau să fie cele care au trebuit să suporte greul atacului principal german.

### Forțele britanice

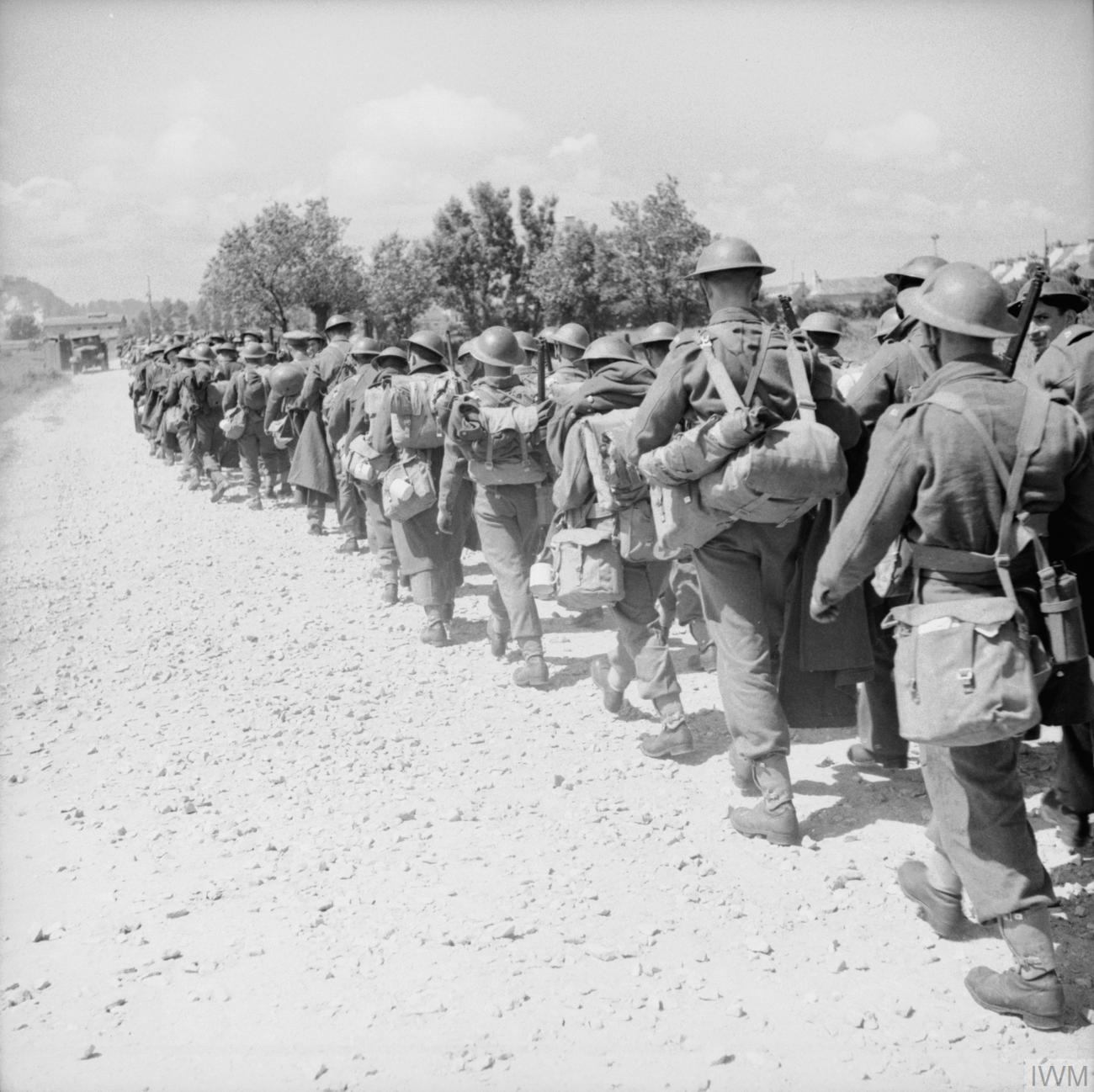
Infanteriști ai British Expeditionary Force

Britanicii au contribuit cu cele mai puține forțe la apărarea belgiei. Corpul Expediționar Britanic comandat de generalul Lord Gort era compus din doar 152.000 de militari organizați în două corpuri de armată a câte două divizii fiecare. Britanicii plănuiseră să mobilizeze două armate a câte două corpuri fiecare, dar aceste efective nu au fost niciodată atinse. Corpul I de armată a fost comandat de ppe rând de generalii John Dill, Michael Barker și Harold Alexander. Corpul al II-lea a fost comandat de generalul Alan Brooke. Ceva mai târziu, avea să fie mobilizat și un al treilea corp de armată sub comanda generalului Ronald Forbes Adam. Operațiunile din Belgia urmau să fie sprijinite de 9.392 de militari ai RAF Advanced Air Striking Force de sub comanda lui Patrick Playfair. În mai 1940, efectivele BEF crescuseră la 394.165 militari, din care aproximativ 150.000 făceau parte din unitățile de servicii ale spatelui frontului și erau slab instruiți. Pe 10 mai 1940, BEF avea 10 divizii (nu toate cu efectivele complete), 1.280 piese de artilerie și 310 tancuri.

### Forțele germane
Grupul de Armate B se afla sub comanda lui Fedor von Bock. Grupul, care trebuia să declanșeze invazia împotriva Țărilor de Jos și Belgiei, era compus din 26 de divizii de infanterie și trei de blindate. Dintre cele trei divizii de tancuri, diviziile a 3-a și a 4-a Panzer urmau să opereze în Belgia în cadrul Corpului al XVI-lea de armată. Divizia a 9-a Panzer era în componența Armatei a 18-a care, după încheierea luptelor din Țările de Jos, trebuia să atace în Belgia împreună cu Armata a 18-a și îi asigure protecția flancului ei nordic.
Grupul de Armate B era dotată cu 808 tancuri, din care 282 Panzer I, 288 Panzer II, 123 Panzer III și 66 Panzer IV. De asemenea, Grupul mai avea în dotare și 49 tancuri ușoare de comandă. Divizia a 3-a Panzer era dotată cu 117 Panzer I, 128 Panzer II, 42 Panzer III, 26 Panzer IV și 27 tancuri de comandă. Divizia a 4-a Panzer avea 136 Panzer I, 105 Panzer II, 40 Panzer III, 24 Panzer IV și 10 tancuri de comandă. Divizia a 9-a Panzer, care trebuia inițial să opereze în Țările de Jos, era cea mai slab dotată, cu doar 30 Panzer I, 54 Panzer II, 66 Panzer III și 49 Panzer IV.
Efectivele care fuseseră destinate asaltului împotriva frotului Eben-Emael fuseseră selectate din Diviziile aeriene a 7-a și a 22-a și fuseseră organizate în Sturmabteilung Koch (Detașamentul de Asalt Koch, după numele comandantului, Walter Koch). Organizarea Sturmabteilung Koch a fost finalizată în noiembrie 1939. Inițial, era compusă din parașuțiști ai Regimenului I de parașutiști și geniști ai Diviziei aeriene a 7-a, plus un mic grup de piloți Luftwaffe. Luftwaffe a alocat pentru atacul împotriva Țarilor de Jos 1.815 avioane de luptă, 487 de avioane de transport și 50 de planoare.
Asaltul împotriva spațiului aerian belgian urma să fie declanșat de IV. Fliegerkorps (Corpurile aeriene IV) comandate de generalul Alfred Keller. Aceste corpuri erau formate din escadrila de vânătoare Lehrgeschwader 1 (Stab. I., II., III., IV.), escadrilele de bombardiere Kampfgeschwader 30 (Stab. I., II., III.) și Kampfgeschwader 27 (Stab III.). Pe 10 mai, Keller comanda 363 avioane (224 în funcțiune). În sprijinul lui au fost repartizate aparatele de zbor ale VIII. Fliegerkorps comandate de Wolfram von Richthofen cu 550 de avioane (420 funcționale) și Jagdfliegerführer 2 cu 462 avioane de vânătoare (313 funcționale).
Cartierul general al IV. Fliegerkorps (Keller) era la Düsseldorf Baza LG 1. KG 30 era la Oldenburg iar baza III. Gruppe era la Marx (lângă Wilhelmshaven).

## Luptele

### Cucerirea superiorității aeriene de către germani
În dimineața zilei de 9 mai, atașatul militar belgian la Berlin a sugerat că germanii intenționează să atace a doua zi. Fuseseră descoperite mișcări ale trupelor ofensive germane la graniță.
La ora 00:10 pe 10 mai 1940, a fost dată alarma la Cartierul general belgian de către o unitate nespecificată. La ora 1:30 a fost declarată alarma generală. Forțele belgiene au intrat în pozițiile de luptă. În dimineața aceleiași zile, forțele aliate au început să execute Planul Dyle și au înaintat în spatele forțelor belgiene. Regele Leopold s-a deplasat la cartierul său general de lângă Briedgen, Anvers.
Luftwaffe avea sarcina să declanșeze primul atac împotriva Țărilor de Jos. Primul său obiectiv a fost anihilarea forțelor aeriene belgiene. La ora 4:00 dimineața a fost declanșat primele raiduri aerine împotriva aeroporturilor și centrelor de comunicații. Impactul avut asupra AéMI a fost uriaș, belgienii dispunând doar de 179 de avioane pe 10 mai.
Succesele germanilor au fost datorate în principal subordonaților lui Richthofen, în special celor din KG 77 și a comandantului Johann-Volkmar Fisser, a cărui contribuție a fost subliniată de generalul Wilhelm Speidel. KG 77 a distrus principalele baze ale AéMI, la aceasta contribuind și KG 54. Avioanele de vânătoare ale JG 27 au distrus două escadrile belgiene la Neerhespen. În după-amiaza aceleași zile, I./St.G 2 a distrus 9 dintre cele 15 avioane Fiat CR.42 de la Brusthem. La Schaffen-Diest, 3 Hawker Hurricane din escadrila 2/I/2 au fost distruse și alte șase avariate de un val de bombardiere Heinkel He 111 în timpul procesului de decolare. Alte două avioane de vânătoare au fost distruse în timpul prăbușirii hangarelor. La aeroportul Nivelles, alte 13 avioane CR42 au fost distruse. KG 27 a reușit să distrugă opt avioane la Belesle.
În timpul luptelor aeriene, scorul a fost de asemenea în favoarea germanilor. Două avioane He 111, două Do 17 și trei Bf 109 germane au fost doborâte de avioanele de vânătoare Gloster Gladiator și Hurricane. Belgienii au pierdut opt avioane Gladiator, cinci Fairey Fox și unul CR42. Esccadrila 18 RAF a trimis două bombardiere Bristol Blenheim în misiune în spațiul aerian belgian, ambele doborâte de vânătoarea germană. Până la sfârșitul zilei de 10 mai 1940, rapoartele oficiale germane indicau 30 de avioane belgiene distruse la sol, și paisprezece (plus două bombardiere RAF) doborâte în lupte aeriene față de zece aparate proprii pierute. Victoriile revendicate de germani par să fie subevaluate. Rapoartele belgiene mentionează 83 de avioane distruse, în special aparate de antrenament și de transport. AéMI au efectuat doar 146 de misiuni în primele șaze zile. Între 16 și 28 mai, AéMI au efectuat doar 77 de misiuni. Cea mai mare parte a timpului, aviatorii belgieni au petrecut-o punând la adăpost benzina și avioanele în fața atacurilor Luftwaffe.

### 10–11 mai: luptele de la frontiere

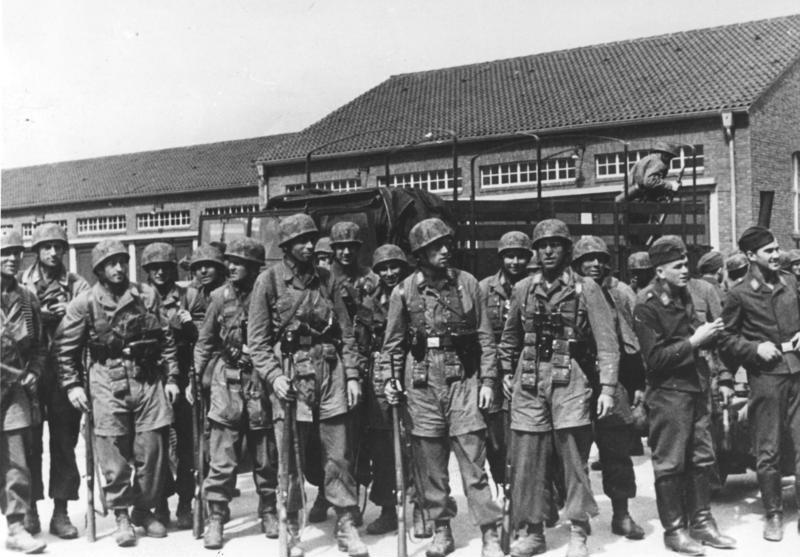
Trupele care au participat la atacul victorios de la Fortul Eben-Emael: Fallschirmjäger din cadrul Sturmabteilung Koch

Planificatorii germani au înțeles importanța Fortului Eben-Emael în sistemul de apărare belgian. Ei au decis să organizeze aterizarea forțelor aeropurtate (Fallschirmjäger) în perimetrul fortăreței folosind planoare. Unitățile Fallschirmjäger au folosit dispozitive explozive și aruncătoare de flăcări pentru anihilarea apărării. În timpul bătăliei care a urmat, infanteria germană a copleșit apărarea belgiană (Divizia a 7-a de infanterie) în 24 de ore. Principala linie defensivă belgiană a fost străpunsă, iar Armata a 18-a germană a depășit aceste poziții rapid. În plus, infanteriștii germani au cucerit câteva capete de pod peste Canalul Albert mai înainte ca britanicii să ajungă în zonă 48 de ore mai târziu. Chasseurs Ardennais, care luptau mai la sud, s-au retras peste râul Meuse, distrugând mai multe poduri în acest timp.
Mai multe operațiuni aeropurtate germane s-au desfășurat cu succes în Luxemburg, unde a fost preluat controlul asupra a cinci poduri și căi de comunicație spre Franța. Ofensiva, la care au participat 125 de voluntari ai Diviziei a 34-a de infanterie sub comanda lui Wenner Hedderich, a fost executată cu ajutorul avioanelor ușoare Fieseler Fi 156 Störche. Germanii au pierdut un avion și 30 de soldați morți.
După căderea fortului, Diviziile 4 și 7 de infanterie belgiană au fost puse în situația să lupte în câmp deschis cu unitățile de blindate inamice. Divizia a 7-a a încercat să își păstreze pozițiile și să oprească înaintarea germanilor pe malul vestic al râului Meuse. Pentru aceasta, belgienii au declanșat câteva contraatacuri. La un moment dat, belgineii au reușit să recucerească podul de la Briedgen și să îl arunce în aer. În alte locuri, precum la Vroenhoven sau Veldwezelt, germanii au reușit să își fortifice capetele de pod și au respins atacurile belgienilor.

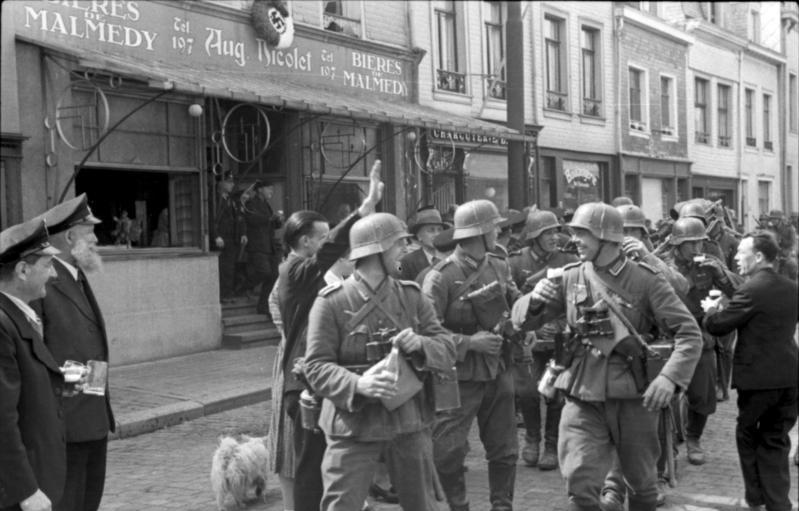
Sodații germani primiți cu bucurie în Eupen-Malmedy, o regiune germanofonă anexată de Belgia după Tratatul de la Versailles (1919)

A existat o a treia operaține aeropurtată, Operațiunea Niwi, în timpul căreia, pe 10 mai, au fost transportați pe cale aerului două companii din cadrul Diviziei Grossdeutschland la Nives și Witry, pentru deschiderea unui drum sigur pentru Diviziile 1 și 2 Panzer, care înaintau prin Ardeni. Planul inițial a prevăzut folosirea a unui avion de transport Junkers Ju 52, dar în final s-a optat pentru 200 de avioane Fi 156. Aceste avioane aveau avantajul unei distanțe foarte reduse de aterizare – 27 m. Obiectivele acestei misiuni au fost:
- Întreruperea comunicațiiolor pe drumurile Neufchâteau–Bastogne și Neufchâteau–Martelange. (Neufchâteau era cel mai mare oraș din sudul țării).
- Stoparea oricărei tentative de deplasare a rezervelor din regiunea Neufchâteau.
- Sprijinirea capturării buncărelor și a înaintării trupelor germane prin exercitatea unor atacuri din spate împotriva liniei de fortificații de pe frontieră. [66]

Infanteria germană a fost atacată de patrule belgiene echipate cu vehicule blindate. Contraatacurile belgine au fost respinse, printre cele mai importante fiind atacul Diviziei I Chasseurs Ardennais. Atacul Diviziei a 5-a cavalerie franceză trimisă în zonă de generalul Charles Huntziger a reușit să oblige infanteria germană nesprijinită de tancuri sau artilerie să se retragă. Francezii nu au reușit să exploateze în continuare acest succes pentru că nu au plecat în urmărirea germanilor aflați în retragere. A doua zi, Divizia a 2-a Panzer a ajuns în regiune, restabilind situația frontului în favoarea germanilor. Germanii au reușit să blocheze drumul pe care se puteau deplasa întăririle franceze care ar fi încercat să ajungă în regiunea frontierei belgiano-luxemburghezo-franceze și în plus au distrus și liniile de comunicație telefonică ale belgienilor. Distrugerea liniilor telefonice i-a împiedicat pe comandanții belgieni să comunice cu unitățile de pe frontieră. Divizia I Chasseurs Ardennais nu a primit astfel comanda de retragere. În schimb, această mare unitate a continuat să lupte grele cu unitățile de tancuri germane, reușind să le încetinească înaintarea.
Eșecul forțelor franco-belgiene să apere poarta Ardenilor a s-a dovedit fatal. Belgienii s-au retras lateral în fața atacului inițial și au demolat și blocat rutele de înaintare, ceea ce a dus la oprirea unităților Armatei a 2-a franceze să înainteze spre nord spre Namur și Huy. Geniștii germani, care nu au întâmpinat nicio rezistență notabilă, au curățat ruta de înaintare fără să poată fi opriți. Întârzierea pe care ar fi putut-o provoca Chasseurs Ardennais, considerată o unitate de elită, blindatelor germane a fost dovedită în timpul luptelor pentru apărarea localității Bodange, unde Divizia I Panzer a fost oprită timp de opt ore. Această bătălie a fost un rezultat al distrugerii liniilor de comunicație belgiene și nu se înscrisese în intențiile operaționale ale comandanților belgieni.

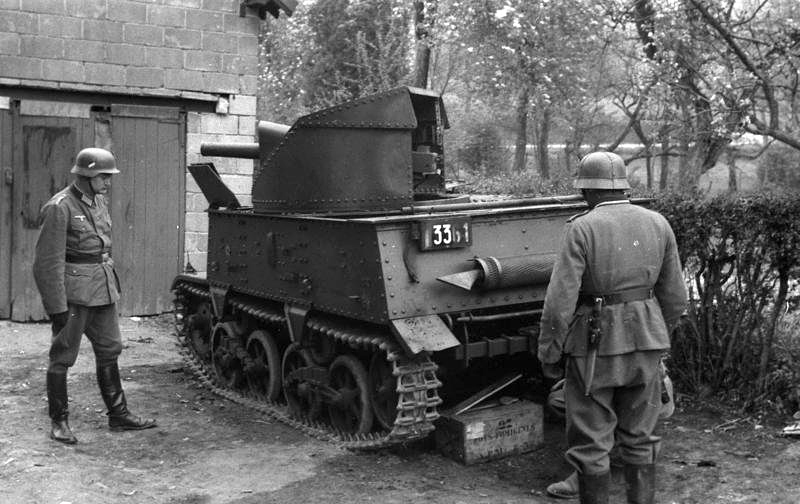
Un tanc belgian T13 abandonat, mai 1940

Între timp, în sectorul central, belgienii, după ce nu au reușit să își refacă frontul prin atacuri ale forțelor terestre, au încercat să distrugă prin raiduri aeriene pozițiile germanilor și podurile pe care le cuceriseră pe 11 mai. O escadrilă de aviație, care a încercat să atace pozițiile germane, a pierdut unspezece din cele doisprezece avioane în timpul unui raid. Contraatacurile aeriene ale germanilor au fost conduse de Jagdgeschwader 26, care a revendicat 82 de victorii aeriene în perioada 11-13 mai. În toată această perioadă, germanii au înregistrat și eșecuri parțiale. În dimineața zilei de 11 mai, zece avioane Junkers Ju 87 Stukas din cadrul Sturzkampfgeschwader 2 au fost doborâte în timpul atacului împotriva belgienilor din zona Namur–Dinant, și aceasta în ciuda faptului că au bombardamentele au fost sprijinite de avioanele de vânătoarea ale două unități Jagdgeschwader. Cu toate acestea, pentru germani a devenit evidentă slăbirea rezistenței belgine până pe 13 mai.
În noaptea zilei de 11 mai, Divizia a 3-a de infanterie britanică comandată de generalul Bernard Law Montgomery a ajuns pe pozițiile desemnate conform Planului Dyle, la Leuven. În timp ce își ocupau pozițiile, soldații belginei din Divizia a 10-a au deschis focul asupra lor, confundându-i cu parașutiștii germani. Montgomery avea să povestească că în cele din urmă a reușit să își ocupe pozițiile, plasându-și oamenii sub comanda belgienilor, fiind sigur că aceștia din urmă aveau să se retragă de îndată ce pozițiile lor aveau să intre în raza de acțiune a artileriei germane.
Alan Brooke, comandantul Corpului al II-lea britanic, a încercat să rezolve problema cooperății între aliați cerând sprijinul regelui Leopold. Regele a discutat cu Broke, care sperat că se întrevede posibilitatea stabilirii unei soluții de compromis. Aghiotantul regelui, van Overstraeten, a susținut că divizia belgiană nu poate fi mutată. În schimb, a sugerat ca britanicii să se deplaseze mai spre sud, departe de Bruxelles. Brooke a încercat să îl convingă pe rege că divizia belgiană că este prost plasată și că este expusă. Leopold a lăsat rezolvarea problemei pe seama aghiotantului și a șefului statululi major. Brooke a ajuns la concluzia că Overstaeten nu este capabil să înțeleagă situația și nici planurile de luptă ale BEF. Britanicii ar fi trebuit să se sprijine în flancul stâng pe aliatul belgian, dar Broole a început să se îndoiască de capacitatea de luptă a belgienilor.
Aceste neînțelegeri nu erau singurele care îi nemulțumeau pe aliați. Aliații erau nemuțumiți de lucrările antitanc de-a lungul liniei Dyle, cele care acopereau linia Namur–Perwez, zonă neprotejată de niciun obstacol natural. Cu doar câteva zile mai înainte de declanșarea atacului german, Cartierul General Aliat a descoperit că belgienii își construiseră obstacolele antitanc la câțiva kilometri mai la est de Dyle, între Namur și Perwez.
După o rezistență de 36 de ore pe malul vestic al Canalului Albert, diviziile belgiene 4 și 7 au fost obligate să se retragă. Cucerirea Fortului Eben-Emael le-a permis tancurilor germane din Armata a 6-a să străpungă frontul belgian. Situația diviziilor belgiene era disperată: ori se retrăgeau, ori aveau să fie încercuite. Germanii înaintaseră dincolo de Tongeren și se pregăteau să înainteze spre sud spre Namur. Înaintarea germană amenința să ducă la încercuirea întregului Canal Albert și a orașului Liège. În seara zilei de 11 mai, belgienii și-au retras forțele pe linia Namur–Anvers. A doua zi, Armata I franceză a ajuns la Gembloux, între Wavre și Namur, să acopere „breșa Gembloux”. Aceasta era o zonă de câmpie plată, fără nicio fortificație.
Armata a 7-a franceză de pe flancul nordic al liniilor belgiene, care trebuia să apere axa Bruges–Gent–Ostend și porturile de la Canalul Mânecii, a înaintat în Belgia și Țările de Jos cu viteză maximă. Francezii au ajuns la Breda în Țările de Jos pe 11 mai. Între timp însă, parașutiștii germani cuceriseră podul de la Moerdijk de pe râul Hollands Diep, la sud de Rotterdam, și au reușit astfel să împiedice joncțiunea armatelor franceze și neerlandeze. Armata neerlandeză s-a retras la nord de Rotterdam și Amsterdam ca să facă față noii situații.
Armata a 7-a franceză și-a schimbat direcția de deplasare spre est ca să oprească înaintarea Diviziei a 9-a Panzer la 20 km est de Breda, la Tilburg. În timpul luptelor care au urmat, francezii au suferit pierderi importante, în special ca urmare a atacurilor Luftwaffe și au fost obligați să se retragă spre Anvers. Mai apoi, francezii au ajutat la apărarea orașului. Luftwaffe a primit ca sarcină prioritară atacarea Armatei a 7-a care înaintase mult în Țările de Jos și care ar fi putut ameința capul de pod de la Moerdijk. Bombardierele escarilelor de bombardiere 40 și 54 (Kampfgeschader), sprijinite de bombardierele în picaj Ju 87 „ Stuka” din Corpul aerian al 8-lea (VIII. Fliegerkorps), au participat la respingerea francezilor. Ca să împiedice sosirea oricăror rezerve aliate la Anvers, Luftwaffe patrulat spațiul aerian al estuarului râului Scheldt. KG 30 a bombardat și scufundat două canoniere și trei distrugătoare neerlandeze și a avariat grav două distrugătoare ale Royal Navy. Totuși, bombardamentele germane în zonă au avut un succes limitat.

### 12–14 mai: luptele din câmpiile centrale belgiene

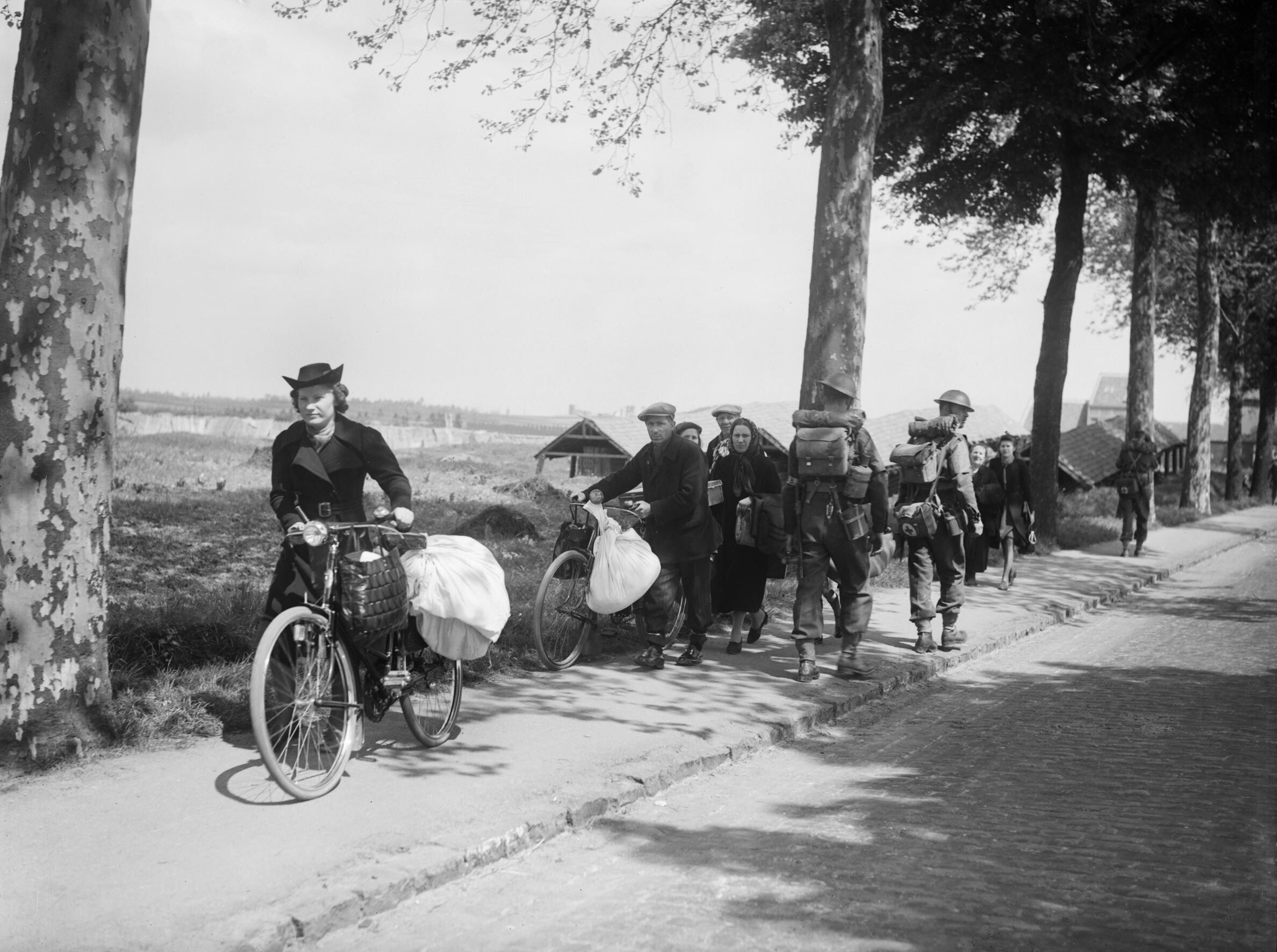
Civili belgineni refugiindu-se spre vest din fața armatei germane, 12 mai 1940

În noaptea de 11-12 mai, belgienii erau în plin proces de retragere spre Linia Dyle. Retragerea era asigurată de o retea întreagă de unități de ariergardă și de distrugere care se întindea până la Tongeren.
În dimineața zilei de 12 mai, regele Leopold al III-lea, generalul van Overstraeten, Édouard Daladier, generalul Alphonse Georges (comandantul Grupului I aliat – care cuprindea BEF și Armatele franceze 1, 2, 7 și 9), generalul Gaston Billotte (coordonatorul armatelor aliate) și generalul Henry Royds Pownall, (șeful de Stat major al generalului Gort), s-au întâlnit pentru conferință militară lângă orașul Mons. Cei prezenți au căzut de acord ca belgienii să apere linia Anvers–Leuven, în vreme de restul aliaților au preluat responsabilitate apărării nordului și sudului țării.
Corpul al III-lea belgian, Chasseurs Ardennais I și Diviziile 1 și 2 de infanterie s-au retras din fortificațiile de la Liège ca să evite încercuirea. Regimentul fortificației Liège a rămas în urmă ca să distrugă rețeau de comunicații germane. Mai spre sud, garnizoana pozițiilor fortificate de la Namur, (Divizia a 5-a de infanteriei și Chasseurs Ardennais 2 belgiene și Divizia a 12-a de infanterie franceză) a asigurat apărara poziției și a participat la încetinirea înaintării germanilor prin lucrări de demolare și distrugere.
Belgienii au reușit să ducă la îndeplinire singura misiune care le-a revenit exclusiv lor – apărarea liniei Liège–canalul Albert suficient de multă vreme cât să permită restului unităților aliate să se deplaseze pe aliniamentul Namur–Anvers–Givet. Pentru restul campaniei, belgienii au executat misiuni în strictă coordonare ce restul aliaților și conform unor planuri comune.
Ariergarda belgiană a fost angajată în lupte înverșunate ca să ofere un răstimp unităților deja ajunse pe Linia Dyle să organizeze o mai bună defensivă în breșa Leuven–Anvers. Două regimente au acoperit retragerea Diviziilor 4 și 7 belgiene, distingându-se în timpul luptelor de la Tirlemont și Halen. Dată fiind retragerea pe noua linie defensivă, care era acum sprijinită de britanici și francezi, regele Leopold a emis o proclamației pentru ridicarea moralului belgienilor după înfrângerile de pe malurile Canalului Alert.

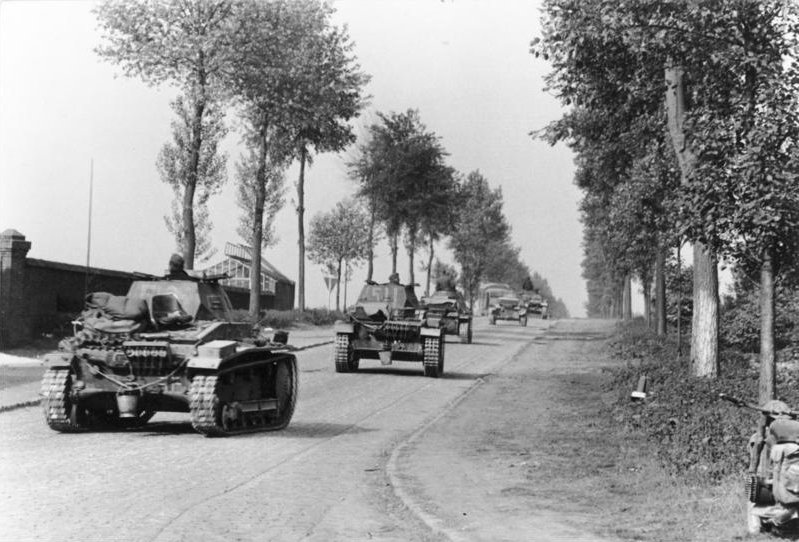
Tancuri Panzer II în vestul Belgiei, mai 1940

Pentru aliați, incapacitatea belgienilor să își apere frontiera de est a fost o dezamăgire. Se apreciase mai înainte de răzoi că defensiva belgiană va rezista cel puțin două săptămâni. Șefii statelor majore aliate ar fi dorit să să evite luptele cu formațiuni mobile fără să aibă în spate poziții defensive fixe puternice. Aceste poziții defensive ar fi urmat să fie stabilite în răgazul de timp pe care l-ar fi oferit trupele belgiene care apărau granița estică. În ciuda eșecului apărării belgiene, armata aliată a avut parte de o pauză scurtă pe linia Dyle pe 11 mai, până a doua zi, când a fost lansat asaltul german. Dacă unitățile de cavalerie a ajuns la timp pe poziții, infanteria și artileria au ajuns pe front mai încet, deplansându-se pe căile ferate. În plus, Grupul aliat I și Armata belgiană aveau superioritatea numerică și materială în fața Aramatei a 6-a germane comandate de Walther von Reichenau. Este adevărat că aliații nu cunoșteau acest fapt.
În dimineața zilei de 12 mai, ca răspuns la cererile belgiene, bombardierele Royal Air Force și Armée de l'Air au efectuat mai multe raiduri aeriene împotriva podurilor controlate de germani la Maastricht și  Meuse, pentru oprirea afluxului de trupe în Belgia. Începând cu data de 10 mai, aliații au efectuat 74 de raiduri. Pierderile aliaților au fost importante. Pe 12 mai de exemplu, unsprezece din cele optsprezece bombardiere franceze Breguet 693 au fost doborâte. RAF Advanced Air Striking Force, care avea cea mai numeroasă flotă de bombardiere aliate, a pierdut 63 dintre cele 135 de aparate de zbor până pe 12 mai. Pentru următoarele 24 de ore, misiunile de bombardament au fost amânate datorită eficienței artileriei antiaeriene și aviației de vânătoare germane.
Este dificil de apreciat care au fost rezultatele raidurilor de bombardament. Jurnalul de front al Corpului XIX german rezuma situația pe 14 mai: 
 Nu a fost dusă la îndeplinire terminarea podului militar la Donchery datorită focului de artilerie puternic din flanc și a bombardamentelor îndelungate asupra punctului de construire a podului… De-a lungul zilei, toate cele trei divizii au trebuit au suportat atacuri aeriene constante – în special la punctele de traversare și de construire a podului. Acoperirea avioanelor de vânătoare a fost inadecvată. Cererilor [pentru creșterea protecției avioanelor de vânătoare] nu au li s-a răspuns încă.
Operațiunile Luftwaffe inclus o notă despre „activitatea viguroasă a avioanelor de vânătoare inamice datorită căreia în special cercetarea pe distanțe scurte a fost stânjenită în mod sever”. Pierderile aliaților au fost datorate unei protecții insuficiente asigurate bombardierelor RAF împotriva avioanelor de vânătoare germane în zonele de atac. În total, din cele 109 de bombardiere Fairey Battle și Bristol Blenheim, care au atacat coloanele de transport și liniile de comunicație germane, 45 au fost pierdute. Bombardamentele aeriene diurne au fost reduse pe 15 mai în mod semnificativ. Dintre cele 23 de avioane care au executat misiuni în acea zi, patru nu s-au mai reîntors la baze. În același timp, jurnalul de front al Corpului de armate XIX afirma că, datorită activității vânătorii aliate, „Corpul nu mai are la dispoziției propria cercetare cu rază lungă de acțiune… [Escadrilele de cercetare] nu mai sunt capabile să desfășoare cercetarea viguroasă, extinsă pentru că, datorită pierderilor, jumătarte dintre avioane nu mai sunt disponibile”."

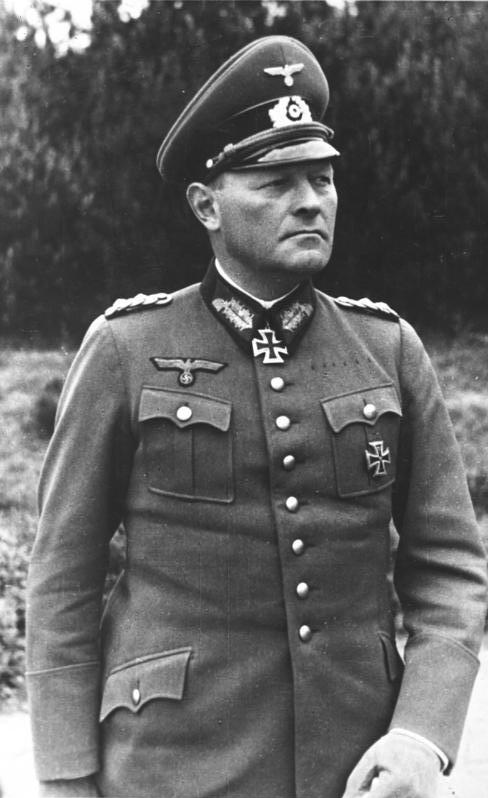
Generalul Erich Hoepner, comandantul Corpului de armată XVI în timpul bătăliei de la Hannut și a ofensivei din breșa de la Gembloux

Cea mai importantă luptă care a fost declanșată pe 12 mai a fost bătălia de la Hannut (12–14 mai). În vreme ce  Grupul de Armate A înainta prin Ardenii belgieni,  Armata a 6-a din Grupul de Armate B a lansat o ofenisvă spre breșa de la Gembloux. Gembloux ocupa o poziție în câmpia belgiană și era un spațiu nefortificat, fără tranșee din linia defensivă principală belgiană. Această linie se întindea de la capul sudic al Liniei Dyle, de la Wavre până la Namur, pe aproximativ 30 km. După ce a atacat la Maastricht și a înfrânt defensiva belgiană de la Liege,obligând Corpul I belgian să se retragă, tancurile și unitățile mecanizate ale Armatei a 6-a germană comandate de generalul Erich Hoepner au lansat o ofensivă în regiunea în care francezii se așteptau în mod greșit ca germanii să declanșeze principalul atac.
Breșa Gembloux era apărată de Armata I franceză cu șase divizii de elită, (printre care 2e division légère mécanique și 3e division légère mécanique). Corpul de cavalerie de sub comanda lui Rene-Jacques-Adolphe Prioux trebuia să înainteze 30 km spre est, ca să asigure protecția mișcărilor. Divizia I și mecanizată a 2-a franceze trebuiau să asigure protecția spatelui frontului. Corpul de cavalerie Prioux era cam de aceeași forță cu un corp de blindate german și urma să ocupe pozițiile de pe linia Tirlemont–Hannut–Huy. Planurile aliate prevedeau ca acest corp să încetinească înaintarea germanilor spre Gembloux și Hannut până când Armata I franceză ajungea în regiunea Gembloux, săpa tranșee și se pregătea de apărare.
Corpul Panzer comandat de Hoepner și cel de cavalerie al lui Prioux s-au ciocnit lângă Hannut pe 12 mai. În ciuda unei păreri general acceptate, germanii nu depășeau cu mult efectivele franceze. Cifrele vehiculate cel mai des sunt de 623 de tancuri germane ș 415 franceze. Diviziile a 3-a și a 4-a de tancuri germane numărau 280, respectiv 343 mașini de luptă. 2e DLM și 3e DLM aveau în dotate 176 de tancuri Somuas și 239 Hotchkiss H35. În afară de aceste  forțe, Corpul de cavalerie dispunea de un mare număr de tancuri Renault AMR-ZT-63. Tancul R35 era egal sau chiar superior tancurior germane Panzer I și Panzer II, în special la a
armament. Cele 90 de vehicule blindate Panhard 178 ale forțelor terestre franceze erau dotate cu un tun de 25 mm, ale cărui proiectile erau capabile să străpungă blindajul tancurilor germane Panzer IV. În ceea ce privește blindatele capabile să se angajeze în luptă tanc contra tanc cu sorți de izbândă, germanii dispuneau de 73 de Panzer III și 52 Panzer IV. Francezii avau 176 tancuri SOMUA și 239 Hotchkisses. Unitățile germane de tancuri mai aveau în componență 486 de Panzer I și Panzer II, care nu se bucurau de o faimă bună după pierderile suferite în timpul luptelor din Polonia.
Forțele germane erau în schimb dotate cu un sistem performant de comunicații radio, care le permitea să modifice din mers și în mod neașteptat zona în care se declanșa efortul principal de luptă. În plus, germanii practicau tacticile armelor combinate, în vreme ce tacticile franceze de luptă erau rigide, fiind neschimbate esențial de pe timpul primei conflagrații mondiale. Tancurile franceze nu erau dotate cu aprate radio, iar comandanții de tanc erau ogligați să debarce din mașinile de luptă pentru emiterea unor ordine. În ciuda tuturor dezavantajelor evidente, tanchiștii germani au reușit să domine frontul în dimineața zilei de 12 mai, încercuind mai multe batalioane franceze. Divizia a 2-a mecanizată  franceză (2e DLM) a reușit însă să spargă defensiva  germană și să elibereze unitățile franceze încercuite. În ciuda unor păreri generale, francezii au obținut victoria tactică la sfârșitul primei zile de lupte, împiedicând Wehrmacht să spargă frontul și să înainteze spre Gembloux sau să cucerească orașul Hannut.
A doua zi, pe 13 mai, eforturile francezilor au fost zădărnicite de slaba lor desfășurare tactică în teren. Ei și-au plasat blindatele într-o linie subțire între Hannut și Huy, fără nicio forță plasată în adâncime. Aceastsă plasare a forțelor franceze i-a permis lui Hoepner să atace cu atace cu forțe superioare din punct de vedere numeric într-un sector îngust apărat de Divizia a 3-a mecanizată (3e DLM) și să spargă frontul. În plus, dat fiind faptul că francezii nu dispuneau de rezerve în spatele frontului, aceștia nu au putut să organizeze nici un fel de contraofensivă. Victoria germană a fost completă când corpurile de blindate germane au învăluit cealaltă divizie mecanizată franceză (2e DLM) prin flancul ei stâng. Corpul al III-lea belgina, care se retrăgea dinspre Liege, s-a oferit să îi ajute pe francezi, dar au fost refuzați de comandanții 3e DLM.
Dacă pe 12 și 13 mai, 2e DLM nu a pierdut nici un vehicul blindat, 3e DLM a pierdut 30 tancuri SOMUA și 75 Hotchkiss. În aceeași perioadă, germanii au pierdut 160 de tancuri. Dar cum desfășurarea tactică franceză pe o singură linie le-a permis germanilor să străpungă frontul, întreaga zonă a trebuit să fie abandonată de aliați. Tehnicienii germani au reușit să repare cam două treimi din tancurile avariate în timpul luptelor – 49 nu au mai putut fi recuperate, iar 111 au revenit pe front. Germanii au avut pierdut 60 de soldați morți și 80 de răniți. Per total, în bătălia de la Hannut, francezii au scos din luptă 160 de tancuri germane și au pierdut 105. Prioux și-a îndeplinit obiectivul tactic propus și s-a retras.
Hoepner a început după această luptă urmărirea trupelor franceze aflate în retragere. Dorința de consolidare a victoriei tactice l-a făcut să nu aștepte sosirea diviziilor de infanterie care i-ar fi asigurat sprijinul pe câmpul de luptă. El dorea să continue urmărirea francezilor și să nu le dea timp să își consolideze o linie defensivă coerentă. Tancurile germane i-au urmărit pe francezi până la Gembloux. Panzerele au atacat coloanele franceze înretragere, provocându-le pierderi grave. Urmărirea de către tancurile germane a coloanelor franceze a creat probleme uriașe artileriștilor fracezi. Urmăriții și urmăritorii se aflau atât de aproape unii de ceilalți încât exista pericolul bombardării propriilor trupe. Germanii au fost obligați totuși să atace doar frontal inamice, în condițiile în care francezii s-au folosit  de noile mijloacele antitanc din dotare, iar  lui Hoepner îi lipsea sprijinul infanteriei. În timpul luptelor de la Gembloux, cele două divizii Panzer au raportat pierderi grele pe 14 mai, fiind nevoite să își încetinească ritmul în care urmăreau forțele franceze în retragere. Încercarea germanilor de cucerire a orașului Gembloux a fost respinsă.
În ciuda numeroaselor eșecuri tactice locale, germanii au reușit pe ansamblu să respingă Armata I aliată din regiunea Ardenilor inferiori. În timpul acestor lupte, forțele comandate de  Hoepner, beneficiind de sprijinul Luftwaffe, au decimat corpul de cavalerie al lui Prioux. Când acesta din urmă a aflat despre străpungerea frontului de la Sedan reușită de germani, a ordonat retragerea din Gembloux. După cucerirea breșei Gembloux, Grupul de Armate B nu a mai avut nevoie de Diviziile Panzer 3 și 4. Aceste unități de blindate au fost trimise să lupte în cadrul Grupului de Armate A. Grupul de Armate B a continuat ofensiva prin care avea ca obiectiv străpungerea frontului de pe râul Meuse. Din punct de vedere tactic, acest Grup trebuia să înainteze spre vest către Mons, să ocolească prin flanc Corpul Expediționar Britanic (BEF) care apăra sectorul Dyle–Bruxelles, să își schimbe mai apoi direcția de atac spre dus și să ocolească prin flanc Armata a 9-a franceză.
Pierderile germane au fost ridicate în timpul luptelor de la Hannut și Gembloux. Efectivele Diviziei a 4-a Panzer au fost reduse pe 16 mai la doar 137 de tancuri, dintre care doar patru Panzer IV. Până la 50% dintre tancurile diviziei nu erau în stare de luptă. Divizia a 3-a Panzer și-a pierdut aproximativ 20-25% din forța operaționlă. A fost începută o operațiune de repunere în funcțiune a tancurilor afectate, dar forța de luptă a diviziilor blindate a fost la început grav afectată.
În același timp, Armata I franceză suferise pierderi importante și, în ciuda unor victorii tactice în luptele defensive, a fost obligată pe 15 mai să se retragă pe noi poziții. Francezii au fost obligați de rapiditatea retragerii să își părăsească tancurile avariate pe câmpul de luptă, în vreme ce germanii au avut posibilitatea să și le recupereze și reparea pe ale lor.

### 15–21 mai – contraatacurile și retragerea spre litoral

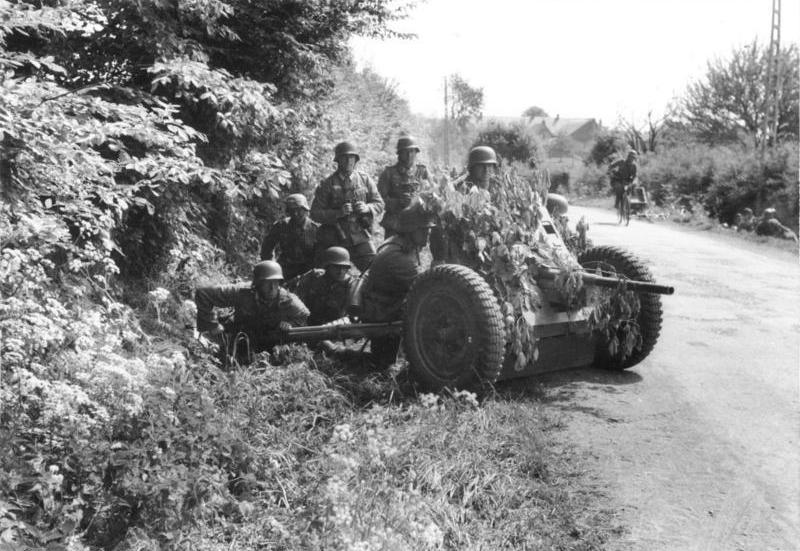
Subunitate germană dotată cu un tun antitanc Pak 36 în vestul Belgiei, mai 1940

În dimineața zilei de 15 mai, Grupul de Armate A a străpuns liniile apărării franceze de la Sedan și și-a deschis drumul spre Canalul Mânecii. Aliații au luat în acest moment decizia retragerii tuturor trupelor din Belgia, unde erau în primejdie să fie încercuite. Retragerea avea să cuprindă trei etape. Prima din noapetea de 16/17 mai s-a desfășurat spre aliniamentul râului Senne, A doua din noaptea de 17/18 mai spre râul Dendre, iar ultima din noaptea de 18/19 mai spre râul Scheldt. Belgienii erau dispuși să abandoneze orașele Bruxelles și Leuven, mai ales că linia defensivă Dyle rezistase atacurilor germane.
Înaintarea blindatelor germane prin Ardeni și a Armatei a 6-a spre Gembloux a produs un efect de domino de prăbușire a liniilor defenisve aliate, armata belgiană, BEF și Armata I franceză fiind obligate să se retragă pe 16 mai ca să nu fie depășite prin flanc și încercuite. Belgienii, care apărau împreună cu francezii și britanicii aliniamentul Koningshooikt-Wavre, au considerat că, dacă Aramata a 2-a franceză nu ar fi cedat la Sedan, ei ar fi reușit să oprească pe acest aliniament înaintarea germană.
Rapida evoluție a frontului le-a impus francezilor și britanicilor să abandoneze linia Anvers–Namur cu puternice poziții defensive în favoarea unor poziții defensive improvizate pe cursul râului. În zona de sud, generalul Deffontaine și Corpul al VII-lea belgian au fost obligați să se retragă din regiunile Namur și Liège,, deși fortificațiile din regiunea Liège reușiseră să reziste atacurilor inițiale ale Armatei a 6-a germane. În nord, Armata a 7-a a fost trimisă spre Anvers, după capitularea neerlandezilor de pe 15 mai, iar mai apoi a fost trimisă în sprijiul Armatei I franceze. În centru, armata belgiană și BEF nu au trebuit să facă față unor atacuri puternice ale germanilor. Pe 15 mai, singurul sector al frontului care era puternic atacat era cel din jurul orașului Leuven, apărat de Brigada a 3-a britanică. În consecință, retragerea BEF spre Scheldt a fost făcută fără să fie grăbită de atacurile germanilor.
După retragerea francezilor din sectorul de nord, belgienii au rămas să apere orașul fortificat Anvers. Două divizii belgiene de infanterie (dintre care două de rezervă) au trebuit să facă față presiunilor a trei divizii germane de infanterie din cadrul Armatei a 18-a. Apărarea belgiană a rezistat atacurilor germane, dar pe 16 au fost obligate să înceapă retragerea. Anversul a fost ocupat de germani pe 19 mai, după lupte grele.
Pe 18 mai, germanii au cucerit fortul Marchovelette de la Namur. Fortul Suarlee a fost cucerit a doua zi, St. Heribert și Malonne pe 21 mai, iar Dave, Maizeret și Andoy pe 23 mai.
Între 16-17 mai, forțele franco-britanice s-au retras pe malul Canalului Willebroek, iar majoritatea efectivelor aliate a fost mutate ca să facă față atacului blindatelor germane din Ardeni. Corpurile de armată belgiene I și V s-au retras la rândul lor pe pozițiile cunoscute drept „capul de pod Gent”, pe malurile râurilor Dendre și Scheldt. Corpul de artilerie belgian și infanteria sa de sprijin au reușit să stopeze atacurile Armatei a 18-a germane. De la Londra se afirma în acel moment că „Armata belgiană a contribuit în mare măsură la succesul luptei defensive care se duce acum”.
Cu toate acestea, belgienii au fost depășiți numeric și au fost obligați să abandoneze orașul Bruxelles, iar guvernul s-a refugiat la Ostend. Capitala a fost ocupată de germani pe 17 mai. Chiar a doua zi, comandantul Corpului al XVI-lea, Hoepner, a primit ordinul să permită realocarea Diviziilor a 3-a și 4-a Grupului de Armată A. Din acest moment, Armata a 18-a germană mai mai avea în componență pe frontul din Belgia  doar blindatele Diviziei a 9-a Panzer.
Pe 19 mai, germanii se aflau doar la câteva ore de mers de coasta franceză a Canalului Mânecii. Gort a fost surprins să afle că francezii nu aveau nici planuri, nici trupe de rezervă pentru oprirea atacului german spre Canalul Mânecii. El era foarte îngrijorat de situația Armatei I franceze de pe flancul stâng al britanicilor, care fusese redusă la o masă dezorganizată de militari, temându-se că blindatele germane ar fi putut să îi atace trupele pe care le comanda la Arras ori Péronne în drumul lor spre porturile Calais și. Cum pozițiile defensive proprii păreau compromise în Belgia, BEF a luat în considerație retragerea spre Ostend, Bruges ori Dunkirk, ultimul fiind port aflat cam la 10–15 km în interiorul teritoriului francez

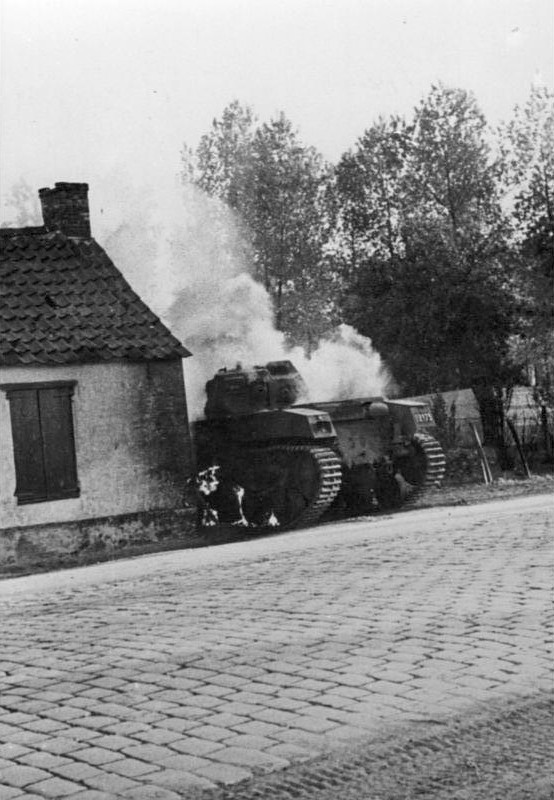
A Tanc belgian Renault ACG1 distrus în timpul luptelor de la Anvers, 19 mai 1940

Propunerile pentru executarea unei retrageri strategice a BEF a fost respinsă atât de Cabinetul de Război cât și de Șeful Statului Major General Imperial  (Chief of the Imperial General Staff, CIGS). Generalul Edmund Ironside a fost însărcinat cu informarea lui Gort cu privire la decizia cabinetului și i-au transmis ordinul să conducă o ofenisvă spre sud-vest, să înfrângă orice opoziție și să se alăture „principalelor forțe franceze” din sud. (De fapt, forțele franceze cele mai puternice se aflau în nord). Armata belgiană a fost solicitată să se conformeze planului sau, dacă dorea, să accepte ca unitățile sale să fie evacuate de Royal Navy. Cabinetul britanic a decis ca, și în condițiile în care ar fi avut loc o ofensivă încununată de succes, anumite unități britanice să fie evacuate și i-a ordonat amiralului Ramsay să rechiziționeze un mare număr de vase în acest scop. Aceasta a fost momentul în care s-a declanșat Operațiunea Dynamo.
Ironside a ajuns la Cartierul general britanic la ora 6 a zilei de 20 mai, în aceeași zi în care comunicațiile prin cablu dintre Franța și Belgia au fost întrerupte. Când Ironside l-a informat pe Gort cu privire la deciziile guvernului britanic, acesta din urmă a replicat că un asemenea atac era imposibil de declanșat. Șapte dintre cele nouă divizii ale sale erau angajate în luptele  de pe aliniamentul râului Scheldt și, chiar dacă ar fi fost posibilă retragerea lor, această mișcare ar fi creat o breșă între belgieni și britanici pe care inamicul o putea folosi pentru încercuirea primilor. BEF se retrăgeau și luptau de nouă zile fără întrerupere și erau în criză de muniție. După părerea lui Gort, efortul principal trebuia făcut de francezi în sectorul de sud.
Poziția belgienilor față de organizarea unei posibile ofensive a fost exprimată clar de regele Leopold. Din punctul de vedere al regelui, belgienii nu erau capabili să declanșeze operațiuni ofensive, dată fiind lipsa blindatelor și avioanelor de luptă. De asemenea, regele a mai subliniat că, datorată înaintării rapide a germanilor, în teritoriul pe care încă îl mai controlau, belgienii mai dispuneau doar de alimente pentru două săptămâni. Leopold nu se aștepta ca BEF să-și pună în pericol propriile poziții doar ca să păstreze contactul cu armata belgiană, dar i-a avertizat pe englezi că, dacă insistau să declanșeze ofensiva, armata sa ar fi trebuit să acopere un front prea lung și nu ar fi fost capabilă să facă față acestei sarcini. Regele Leopold a propus crearea unui cap de pod care să apere portul francez  Dunkerque și porturile belgiene de la Canalul Mânecii. În ciuda tuturor acestor argumente, varianta Șefului Marelui Stat Major Imperial a avut câștig de cauză. Gort a repartizat operațiunii doar două batalioane de infanterie și unul de blindate. În ciuda succeselor tactice inițiale, atacul nu a reușit să străpungă liniile germane în timpul luptelor de la Arras de pe 21 mai.
După eșecul acestui atac, belgienilor li s-a cerut să se retragă pe aliniamentul râului Yser și să apere flancul stâng al aliaților. Aghiotantul regelui, generalul Overstraten, a apreciat că o asemenea mișcare nu putea fi executată de armata belgiană fără să existe primejdia dezintegrării forțelor armate implicate. Francezii au sugerat un alt plan de ofensivă. Ei au cerut belgienilor să retragă Leie, iar britanicilor să se retragă spre frontiera franceză între Maulde și Halluin. Belgienii ar fi trebuit mai apoi să își extindă frontul, permițând unităților BEF astfel eliberate să declanșeze atacul. Pentru acest atac, Armata I franceză urma să suplimenteze efectivele britanice cu două divizii de pe flancul drept. Leopold a fost rezervat și în legătură cu această variantă, deoarece trebuia astfel să renunțe la controlul a celei mai mari părți a Belgiei. Armata sa era epuizată și din punct de vedere tehnic era o sarcină care putea fi dusă la îndeplinire cu greutate și într-o perioadă de timp prea lungă.
În acest timp, devenise evident pentru belgieni și britanici că francezii fuseseră practic înfrânți, iar forțele aliate din punga de la frontiera franco-belgiană urmau să fie anihilate dacă nu erau luate rapid măsuri. Britanicii, care își pierduseră încrederea în aliații lor, au decis să își salveze Corpul Expediționar (BEF).

### 22–28 mai – ultimele lupte defensive

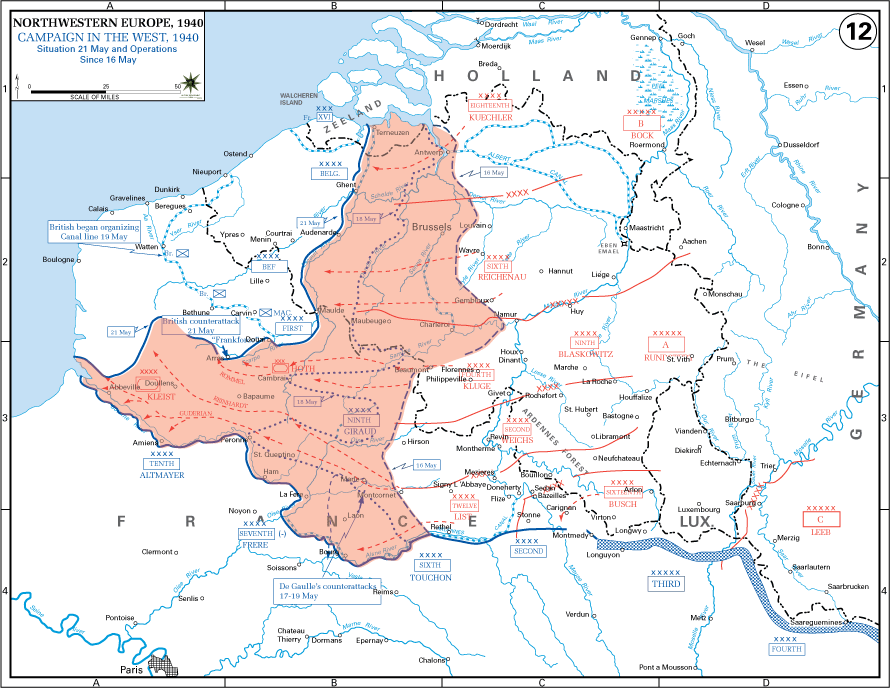
Înaintarea germanilor spre Canalul Mânecii

Frontul belgian din dimineața zilei de 22 mai se întindea pe aproximativ 90 km de la nord la sud. Belgienii apărau partea estică a frontului aliat, în vreme ce britanicii și francezii se retrăgeau spre vest pentru apărarea portului Dunkerque. Frontul de vest rămânea intact, dar belgienii ocupau ultima lor poziție fortificată, cea de la Leie. Corpul I belgian, cu doar două divizii incomplete (și acelea cu efectivele incomplete), fusese implicat până în acel moment în lupte grele, iar linia defenisivă a acestei mari unități era foarte subțire. În acea zi, Winston Churchill a vizitat frontul și a insistat ca francezii și BEF să străpungă frontul german dinspre nord-est. El spera ca, pe flancul drept, Corpul belgian de cavalerie să poată face față ofensivei germane. Churchill i-a trimis lui Gort următorul mesaj:
1. Armata belgiană ar trebui să se retragă pe linia Yserului și să reziste acolo, stăvilarele fiind deschise.

2. Armata britanică și Armata I franceză ar trebui să atace spre sud-vest spre Bapaume și Cambrai cât mai devreme, în mod sigur mâine, cu aproximativ opt divizii, cu Corpul belgian de cavaleri pe flancul drept al britanicilor.
Acest ordin ignora faptul că armata belgiană nu se putea retrage pe Yser, iar în cazul cavaleriei belgiene nu prea existau șanse ca să se poată alătura atacului la timp.
Retragerea belgienilor ar fi avut justificări militare. O linie defensivă pe Yser ar fi protejat Dunkerque dnispre est și sud, iar cea de pe canalul La Bassée Canal dinspre vest. O asemenea mișcare ar fi redus de asemenea în mod semnificativ lungimea fronului acoperită de belgieni. Această retragere ar fi presupus abandonarea orașelor Passendale și Ypres și ar fi dus aproape sigur la pierderea Ostend. În același timp, teritoriul național controlat de belgieni s-ar fi redus și mai mult. De asemenea, retragerea ar fi presupus și pierderea controlului asupra porturilor belgiene de la este de Yser precum Zeebrugge și Ostend.

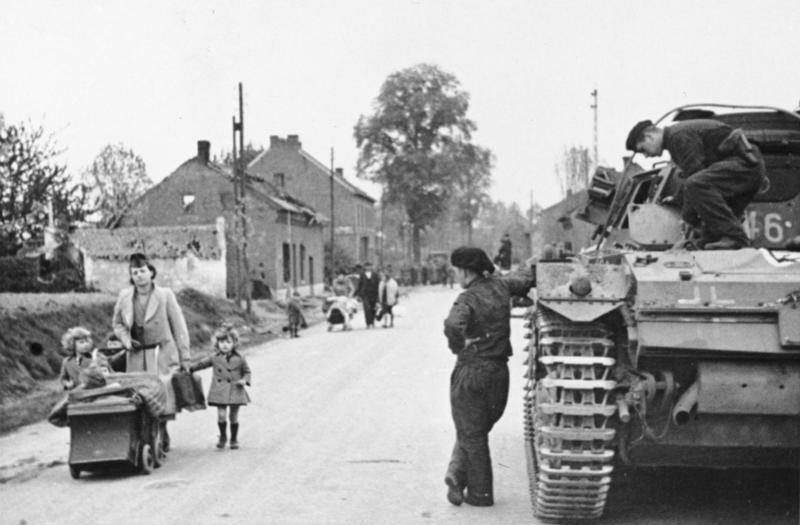
Soldații germani privesc la civilii belgieni refugiați care încearcă să fugă din zona de conflict

Pe 23 mai, francezii au încercat să execute o serie de atacuri împotriva liniilor germane pe direcția Ardennes–Calais, dar fără succes. Între timp, belgienii au fost obligați să se retragă sub presiunea atacurilor inamice, germanii cucerind Terneuzen și Gent. În timpul retragerii, belgienii nu au reușit să evacueze stocurile de benzină, hrană și muniție. Luftwaffe, care își asigurase superioritatea aeriană, a dezorganizat logistica aliaților prin atacuri neîncetate. Sprijinul aerian al aliaților, solicitat doar prin legături radio, era asigurat deavioanele RAF care operau din sudul Angliei. Francezii nu le-au permis belgienilor folosirea porturilor Dunkerque, , Bourbourg și Gravelines, modificându-și poziția inițială. Datorită acestui fapt, belgienii au fost obligați să utilizeze doar porturile asupra cărora mai dețineau încă controlul –  Nieuport și Ostend.
Churchill și Maxime Weygand, care îl înlocuise la comandă pe Maurice Gamelin, încă mai credeau că pot sparge frontul german și își pot retrage forțele spre sud. Când și-au comunicat planurile regelui Leopold și lui van Overstraten pe 24 mai, aghiotantul regelui a fost uluit. Între forțele belgine și cele britanice începea să se deschidă o breșă periculoasă între Ypres și Menen, care amenința frontul celor dintâi. Belgienii nu aveau capacitatea să acopere această breșă. În aceste condiții, fără să îi consulte pe francezi și fără să ceară acordul guvernului propriu, Gort a ordonat fără întârziere diviziilor a 5-a și a 50-a de infanterie să acopere breșa și să abandoneze orice pregătire de ofensivă spre sud.
În dumpăamiaza zilei de 24 mai, von Bock a declanșat atacul a patru divizii din cadrul Armatei a 6-a împotriva pozițiilor Corpului al IV-lea belgian din regiunea orașului Kortrijk (valea râului Leie). Germanii au reușit ca, în ciuda rezistenței puternice a belgienilor, să traverseze râul în timpul nopții și cucerească o fâșie de teren de 21 km lățime și 1,5 km adâncime între orașele Wervik și Kortrijk. În timpul zilei, beneficiind de superioritatea numerică și de controlul spațiului aerian, și-au asigurat controlul ferm al capului de pod. Această victorie tactică a fost cucerită însă cu pierderi importante provocate de defensiva puternică a belgienilor. Patru divizii de infanterie belgiană venite în sprijinul apărării (1, 3, 9 și 10) au declanșat mai multe contraatacuri locale, reușind să captureze 200 de prizonieri din rândul trupelor germane. Atacurile infanteriei și artileriei belgiene nu au putut fi stopate decât cu ajutorul intervenției Luftwaffe. Belgienii le-au reproșat francezilor și britanicilor faptul că în această fază a luptelor nu le-au asigurat sprijinul aerian necesar. Capul de pod german amenința flancul de răsărit al Diviziei a 4-a britanice. Montgomery a mutat în această zonă câteva unități din cadrul Diviziei a 3-a de infanterie pentru întărirea defensivei.
O slăbiciune critică a  „Planului Weygand” și al celor britanice pentru declanșarea unui atac spre sud a fost aceea că retragerea anglo-britanicilor pentru ofensivă lăsa amata belgiană să acopere un front prea lung, pentru care nu avea suficiente efective. Prăbușirea frontului belgian ar fi dus la pierderea porturilor de la Canalul Mânecii din spatele frontului aliat și, implicit, la o încercuire completă a aliaților. BEF ar fi putut să declanșeze un contraatac împotriva flanclui stâng al germanilor și să slăbească presiunea exercitată asupra belgienilor de vreme ce trupele comandate de von Bock atacau direct împotriva pozițiilor fortificate britanice de la Kortrijk. Înaltul comandament belgian a cerut cel puțin de cinci ori britanicilor să atace flancul stâng vulnerabil al diviziilor germane dintre Scheldt și Leie ca să evite colapsul liniilor belgine.
Admiralul Sir Roger Keyes a transmis un  mesaj către Înaltul Comandament Aliat:
Van Overstraten dorește cu disperare un contraatac britanic puternic. Ori la nord, ori la sud de Leiw ar putea reechilibra situația. Belgienii așteaptă să fie atacați mâine pe frontul de la Gent. Germanii au deja un cap de pod peste canal la vest de Eecloo. Nu se pune probleme unei retrageri belgiene spre Yser. Un batalion în marș la NE de Yopres a fost practic distrus azi în atacul a șase avioane. Retragerea pe drumuri deschise fără sprijinul adecvat la aviației de vânătoare este foarte costisitor. Absolut toate proviziile lor sunt la este de Yser. Ei consideră cu tărie că ar trebui făcută o încercare de refacere a situației pe Leie prin intermediul unui contraatac britanic, pentru declanșarea căruia au mai fi rămas doar câteva ore.
Dar un atacul sperat de belgieni nu a avut loc. germanii au adus rezerve proaspete pentru ocuparea breșei Menen–Ypres. Prin această mișcare, germanii aproape că au izolat trupele belgiene de cele britanice. Cele trei divizii belgiene din zonă au împiedicat încercările germanilor de forțare a înaintării prin breșa pe care o ocupaseră, dar situația a rămas în continuare critică pentru aliați.
Pe 26 mai a fost declanșată Operațiunea Dynamo. Efective numeroase britanice și franceze au fost evacuate în Regatul Unit pe calea apelor. Până în acel moment, Royal Navy reușise să evacueze deja 28.000 de oameni din personalul britanic necombatant. Boulogne fusese ocupat de germani, Calais era în pragul capitulării, ceea ce făcea ca doar Dunkirque, Ostend și Zeebrugge să mai fie disponibile pentru evacuare. Înaintarea Armatei a 14-a germane făcea ca portul Ostend să nu mai poată fi folosit pentru multă vreme. În vest, Grupul de Armate A ajunse la Dunkerque și, în dimineața zilei de 27 mai, se afla la doar 6,5 km de centrul orașului. Portul intrase din acel moment în raza de acțiune a artileriei germane.
Situația de pe 27 mai se schimbase dramatic față de cea cu 24 de ore mai devreme. Armata belgiană a fost obligată să se retragă pe 26 mai. Nevele, Vynckt, Tielt și Iseghem fuseseră cucerite de germani în centrul al frontului. În răsărit, germanii ajunseseră să lupte în suburbiile orașului Bruges și ocupaseră deja Aeroportul Ursel.
În vest, linia Menen–Ypres a cedat la Kortrijk, iar belgienii au început să folosească vagoane de cale ferată pentru construirea unor obstacole antitanc pe aliniamentul Ypres–Passchendaele–Roulers. În partea cea mai de vest, BEF fusese obligat să se retragă până la nord de Lille, chiar lângă frontiera franceză. Retragerea britancilor punea în pericol întreg frontul, putând duce la crearea unei breșe între pozițiile proprii și flancul sudic al belgienilor de pe Ypres–Lille. Eventuala înaintare a germanilor spre Dunkerque ar fi dus la pierderea controlului asupra portului, care devenise brusc un obiectiv de importanță vitală pentru aliați. britanicii s-au retras spre port începând cu 26 mai. Această manevră a expus flancul Armatei I franceze de lângă Lille. Odată cu retragerea britanicilor, germanii au început înaintarea și au ocupat pozițiile eliberate, ceea ce a dus la încercuirea grosului Armatei I franceze. Gort și șeful statului său major, generalul Henry Pownall, au fost conștienți că retragerea britanicilor implica distrugerea Armati I franceze și și-au asumat consecințele deciziei.
Luptele din 26-27 mai au dus armata belgiană în pragul distrugerii. Belgienii mai controlau linia Ypres–Roulers în vest și linia Bruges–Thelt în est. Pe 27 mai însă, frontul central în sectorul Iseghem–Thelt a cedat. Nimic nu mai oprea înaintarea germană spre est spre Ostend și Bruges, ori spre vest, spre porturile Nieuport și La Panne, aflate în adândimea teritoriului aliat. În acel moment, belgienii nu mai dispuneau de mijloace de rezistență. Dezintegrarea armatei belgiene și prăbușirea sectoarelor de front pe care le apăra au dus la acuze neîntemeiate din partea britanicilor. Adevărul este că belgienii reușiseră să reziste în condiții de inferioritate numerică și tehnică după retragerea britancilor. De exemplu, a fost apărarea liniei Scheldt, a cărei apărare a fost preluată de belgieni după retragerea Diviziei a 4-a de infanterie britanică. În ciuda acestor realități, Gort și în mai mare măsură Pownall au dat vina în mod nedrept pe belgieni pentru prăbușirea frontului aliat. Când a fost întrebat dacă trebuie organizată și evacuarea militarilor belgieni, se spune că Pownall ar fi replicat, „Nu ne pasă absolut deloc de se întâmplă cu belgienii”.

### Capitularea belgienilor

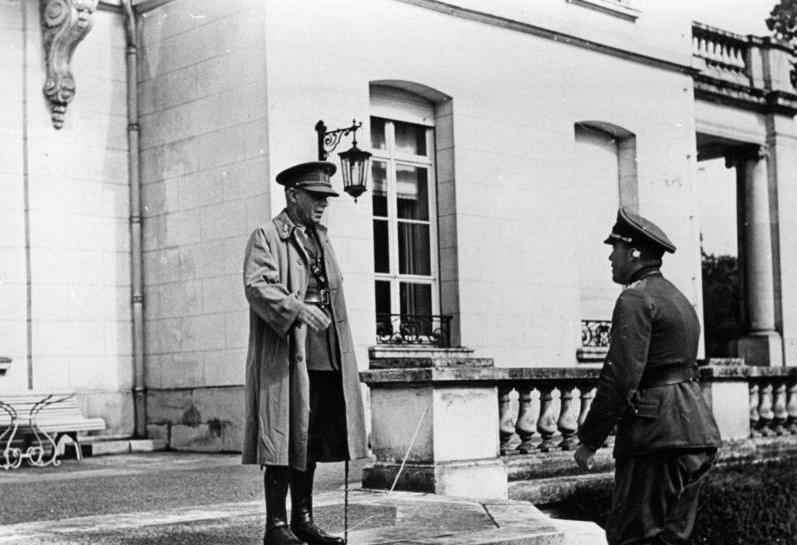
Negociatorii capitulării belgienilor

Armata belgiană apăra un front care se întindea de la Cadzand până la sud de Menen pe râul Leie și spre vest, de la Menin la Bruges. Belgienii nu mai dispuneau de rezerve. Cu excepția a câteva misiuni RAF, Luftwaffe deținea supremația aeriană totală asupra spațiului aerian belgian. Belgienii au reportat atacuri aeriene germane împotriva tuturor obiectivelor militare, care au rezultat în pierderi umane și materiale importante. Între forțele belgiene și cele germane nu mai exista niciun obstacol natural important, iar retragerea nu mai părea o opțiune valabilă. Luftwaffe reușise să distrugă căile ferate care legau Dunkerque de restul regiunii. Mai rămăseseră doar trei drumuri practicabile: Bruges–Torhout–Dixmude, Bruges–Ghistelles–Nieuport și Bruges–Ostend–Nieuport. Folosirea acestor drumuri în condițiile superiorității aeriene germane părea imposibilă. Bombardamentele distruseseră sursele de apă potabilă, gaze și electricitate. Canalele fuseseră secate și folosite ca locuri de depozitare pentru muniție sau alimente. Belgienii mai controlau doar aproximativ 1.700 km². În regiunea se aflau dislocate numeroase unități militare, dar și în jur de 3 milioane de civili. În aceste condiții, regele Leopold a consiserat că rezistența împotriva germanilor nu își mai are rostul. În seara de 27 mai, regele a cerut armistițiul.
Churchill i-a trimis un mesaj lui Keyes în aceeași zi subliniind poziția sa față de armistițiul cerut de belgieni:
Ambasada belgiană de aici deduce din decizia regelui de a rămâne că el consideră războiul pierdut și ia în considerație [o] pace separată… Chiar dacă actuala armată belgiană trebuie să depună armele, mai sunt 200.000 de blegieni cu vârsta de recrutare în Franța și există resurse mai mari decât cele care le-a avut Belgia în 1914 cu care să riposteze. Prin decizia prezentă, Regele împarte națiunea și o trimite sub protecția lui Hitler. Vă rog să  transmiteți aceste considerații regelui și faceți-l să înțeleagă consecințele dezastruoase pentru aliați și belgieni ale acestei decizii. 
Royal Navy a evacuat în timpul nopții Cartierele Generale la Middelkerke și St. Andrews, la est de Bruges. Leopold al III-lea și mama lui, Regina Mamă Elisabeta, au rămas în Belgia, acceptând o captivitate autoimpusă. Ca răspuns la sugestia miniștrilor săi să decidă formarea unui guvern în exil, Leopold a spus „Am decis să rămân. Cauza Aliaților este pierdută.”
Capitularea belgienilor  a intrat în vigoare la ora patru dimineața a zilei de 28 mai. La început, britanicii și francezii au făcut numeroase reproșuri la adresa aliatului belgian, denunțând capitularea lui Leopold. Mai mult, premierul belgian Hubert Pierlot declarat public că regele a acționat împotriva sfatului guvernului său, care luase o hotărâre în unanimitate în favoarea continuării luptelor. Ca u rmare, regele nu mai era considerat conducătorul de drept al belgienilor, iar un guvern în exil a fost format mai întâi la Paris, mutat mai apoi la Londra, care s-a angajat să continue lupta. Principala acuză adusă lui Leopold a fost că nu și-a avertizat în niciun fel aliații cu privire la situația disperată a trupelor sale, care trebuiau să capituleze pentru evitarea unei tragedii umane de proporții. Asemenea acuze sunt nedrepte. Aliații au știut și au și admis în particular pe 25 mai în timpul unei întâlniri cu reprezentanții belgieni că armata comandată de Leopold se afla în pragul prăbușirii.
Răspunsul lui Churchill și al britanicilor a fost în continuare mai rezervat, cel puțin la nivel oficial. Aceasta s-a datorat și prezentării foarte favorabile a luptei de apărare a belgienilor făcute de by Sir Roger Keyes în ședința de cabinet de pe 28 mai, ora 11:30. Miniștrii francezi și belgieni au numit acțiunile lui Leopold „trădătoare”, dar ei nu erau la curent cu adevărata stare de fapt. Regele Leopold nu a semnat o înțelegere cu Hitler pentru numirea unui guvern colaboraționist, ci o capitulare necondiționată, dată fiind calitatea lui de comandant suprem al forțelor armate belgiene.

## Pierderi omenești și materiale
Cifrele pentru pierderile totale ale Bătăliei Belgiei din 10-28 mai sunt aproximative, rapoartele dând cifre diferite.

### Belgia
- Morți în luptă: 6.093; 

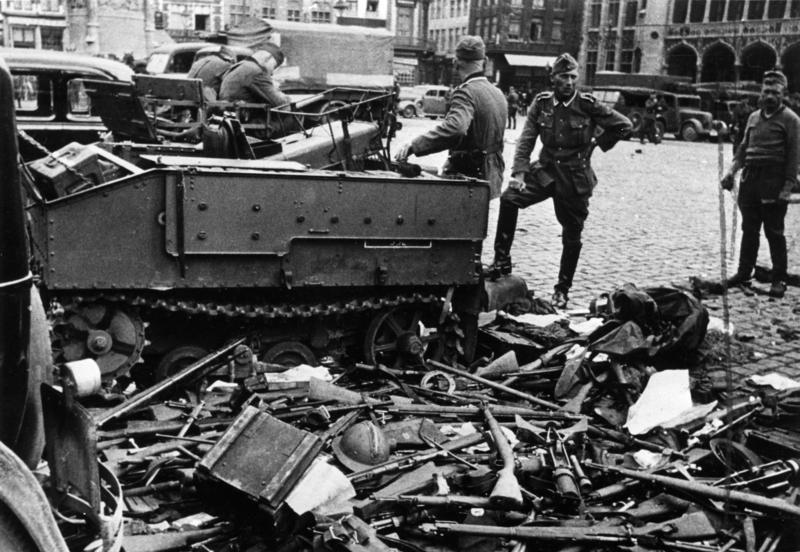
Soldații germani adună armele soldaților belgieni după capitulare

  - Prizonieri de război morți în captivitate: 2.000[37];
- Dispăruți în misiune: peste 500[37];
- Prizonieri de război: 200.000[131];
- Răniți: 15.850[131];
- Avioane distruse: 112[59].

### Franța
Pierderiel din timpul luptelor din Belgia  nu sunt cunoscute, dar francezii au suferit următoarele pierderi de-a lungul luptelor din 10 mai – 22 iunie:
- Morți în luptă: 90.000[132];
- Răniți: 200.000[132];
- Prizonieri de război: 1.900.000.[132];
- Avioane distruse 264 în perioada 12 - 25 mai și 50 în perioada 26 mai -1 iunie[133].

### Regatul Unit

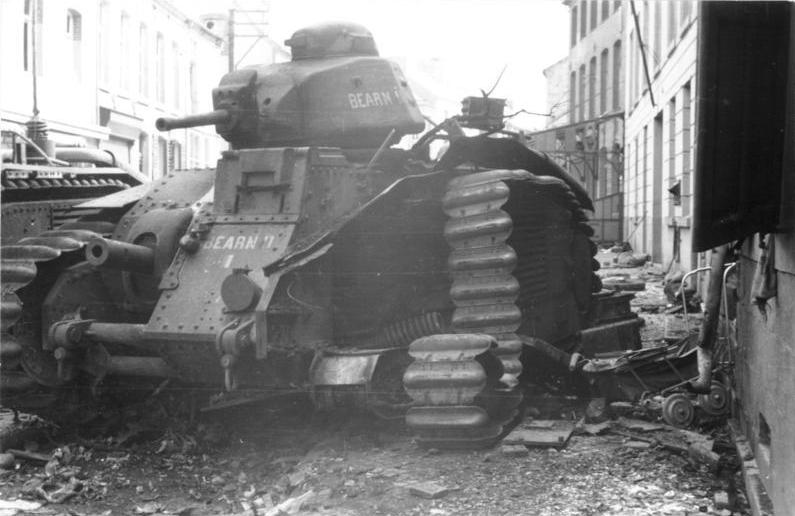
Un tanc greu Char B1 distrus în Beaumont

Pierderiel din timpul luptelor din Belgia  nu sunt cunoscute, dar britanicii au suferit următoarele pierderi de-a lungul luptelor din 10 mai – 22 iunie:
- Morți în luptă, răniți sau prizonieri de război: 68:111[134];
- Vehicule distruse sau abandonate: 64.000[134];
- Tunuri distruse sau abandonate: 2.472[134];
- 1.526 de piloți morți și 931 de avioane RAF distruse în întreaga campaniei (10 mai – 22 iunie). Pierderile omenești ale RAF de până pe 28 mai nu sunt cunoscute.[134] În perioada 12-25 mai, britanicii au pierdut 344 de piloți, iar în perioada 26 mai – 1 iunie 138 de piloți.[133]

### Germania
Raportul consolidat al Oberkommando der Wehrmacht cu privire la operațiunile din vest din perioada 10 mai – 4 iunie (în limba germană: Zusammenfassender Bericht des Oberkommandos der Wehrmacht über die Operationen im Westen vom 10. Mai bis 4. Juni) dă următoarele cifre:
- Morți în luptă: 10.232 soldați și ofițeri[135];
- Dispăruți în misiune: 8.463 soldați și ofițeri[135];
- Răniți: 42.523 soldați și ofițeri[135];
- 432 de avioane ale Luftwaffe în perioada 10 mai – 3 iunie[135];
- Kriegsmarine nu a raportat pierderi[135].

## Vedeți și:
- Incidentul Mechelen
- Bătălia Țărilor de Jos
- Invadarea Luxemburgului
- Forțele Belgiene Libere